# Krokus

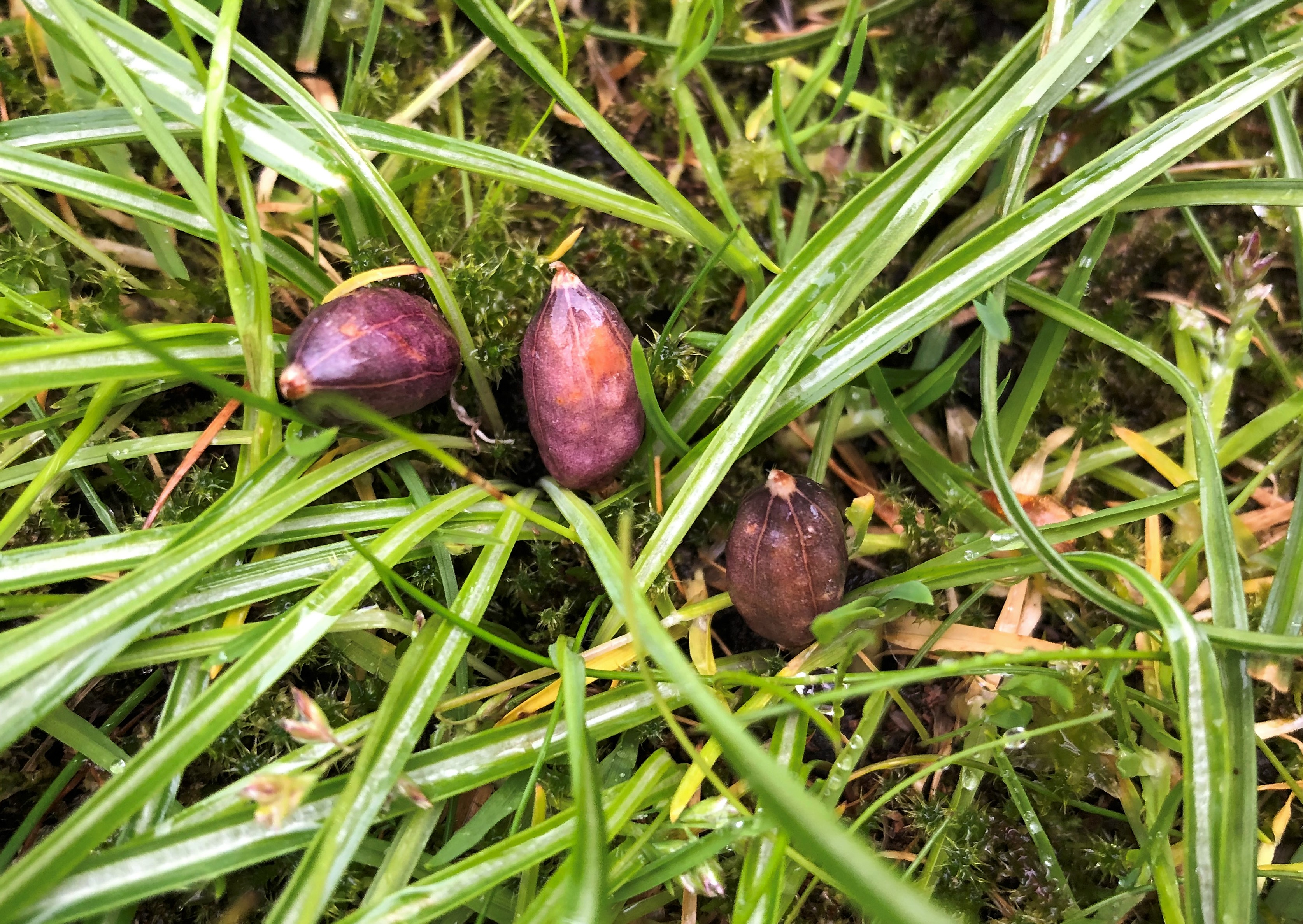
Doosvruchten met zaden

Krokus (Crocus) is een geslacht uit de lissenfamilie (Iridaceae), dat circa negentig soorten omvat. Hiervan is circa een derde deel herfstbloeier.
Krokussen zijn vooral afkomstig uit de bergen rond de Middellandse Zee. Het grootste aantal soorten is afkomstig uit de Balkan en Klein-Azië, met uitzondering van Crocus vernus (L.) Hill, die men tot in Centraal-Europa aantreft (in de Alpen en de Karpaten), en een paar soorten zoals Crocus alatavicus Semenova & Reg. en Crocus korolkowii Regel ex Maw, die afkomstig zijn uit de bergen van Centraal-Azië.

## Wilde soorten en ondersoorten
De in 1982 door de botanicus Brian Mathew voorgestelde classificatie berust op gemakkelijk herkenbare kenmerken: de aan- of afwezigheid van een basale bloeischede (profyl) en het uiterlijk van de stijl en van de knolrokken. De ondertussen gedetermineerde 7 soorten zijn aan deze classificatie toegevoegd.
Recente moleculaire analyses aan de universiteit van Kopenhagen suggereren dat deze classificatie zou moeten worden herzien.
Niettegenstaande zijn unieke uiterlijk suggereert DNA-analyse dat Crocus banaticus niet afgescheiden zou moeten worden in het aparte ondergeslacht Crociris. Daar deze soort een profiel heeft onderaan de bloembuis zou ze in sectie Crocus moeten geplaatst worden, hoewel haar exacte verhouding met het ondergeslacht Crocus nog moet bepaald worden.
Een andere afwijkende soort, Crocus baytopiorum, zou voortaan in een eigen serie moeten worden geplaatst, namelijk in de serie Baytopi. De precieze rang van Crocus malyi zou ook moeten worden herzien. Ondersoort Crocus gargaricus subsp. herbertii is ondertussen een volwaardige soort, Crocus herbertii B. Mathew, geworden.
Misschien minder verrassend zou de herfstbloeiende Crocus longiflorus, de typesoort van serie Longiflori (lang beschouwd door B. Mathew als “een uiteenlopende verzameling”) deel moeten uitmaken van serie Verni.
De studie suggereert verder dat de series Reticulati, Biflori en Speciosi hergroepeerd zouden moeten worden. Crocus adanensis en Crocus caspius zouden serie Biflori moeten verlaten. Zo zou Crocus adanensis naast Crocus paschei in de serie Flavi geplaatst moeten worden, en Crocus caspius zou deel moeten maken van de serie Orientales.
De studie toont ook aan dat, ondanks de verschillen tussen Mathews classificatie en de voortgebrachte hypothese, de toewijzing van de soorten tot secties en series ondersteund blijft. De toekomstige herclassificatie zal vermoedelijk alle subgenerische rangen (ondersoort, sectie en serie) behouden. Verdere studies moeten wel uitgevoerd worden voordat een definitieve beslissing zou genomen worden betreffende de nieuwe gehiërarchiseerde classificatie.
Brian Mathews classificatie met aanpassingen in verband met de uitkomst van deze studie:
- Sectie Crocus: basale bloeischede aanwezig
  - Serie Verni: lentebloei, knolrokken met netvormige vezels, bloemen meestal onduidelijk gestreept, geen schutblad
    - C. etruscus Parl.
    - C. ilvensis Peruzzi & Carta[3]
    - C. kosaninii Pulevic
    - C. longiflorus Raf. (Vroeger in Serie Longiflori)[2]
    - C. tommasinianus Herb.
    -  C. vernus (L.) Hill
      - C. vernus subsp. vernus
      -  C. vernus subsp. albiflorus (Kit. ex Schult.) Asch. & Graebn.

  - Serie Baytopi (nieuwe serie) : lentebloei, knolrokken met uitgesproken netvormige vezels, veelvuldige smalle bladeren, geen schutblad, helmknoppen naar het bloemdek toe opengaand[2]
    -  C. baytopiorum Mathew (vroeger in serie Verni)[2]

  - Serie Scardici: lentebloei, bladeren met geen of weinig uitgesproken witte lijn
    - C. scardicus Kos.
    -  C. pelistericus Pulevic

  - Serie Versicolores: lentebloei, knolrokken met evenwijdige vezels, bloemen duidelijk gestreept
    - C. cambessedesii J. Gay
    - C. corsicus Vanucchi ex Maw
    - C. imperati Ten.
      - C. imperati subsp. imperati
      -  C. imperati subsp. suaveolens (Bertol.) B.Mathew

    - C. minimus DC.
    -  C. versicolor Ker Gawl.

  - Serie Longiflori: herfstbloei, gele helmknoppen en fijnverdeelde stijl
    - C. goulimyi Turrill
    - C. ligusticus M.G. Mariotti
    - C. niveus Bowles
    - C. nudiflorus Sm.
    -  C. serotinus Salisb.
      - C. serotinus subsp. serotinus
      - C. serotinus subsp. clusii (J.Gay) B.Mathew
      -  C. serotinus subsp. salzmannii (J.Gay) B.Mathew

  - Serie Kotschyani: herfstbloei, witte helmknoppen en meestal driedelige stijl
    - C. autranii Albov.
    - C. gilanicus B. Matthew
    - C. karduchorum Kotschy ex Maw
      - C. kotschyanus subsp. kotschyanus
      - C. kotschyanus subsp. cappadocicus B.Mathew
      -  C. kotschyanus subsp. hakkariensis B.Mathew

    - C. kotschyanus K. Koch
    - C. ochroleucus Boiss. & Gaill.
    - C. scharojanii Ruprecht
      - C. scharojanii subsp. scharojanii
      -  C. scharojanii subsp. lazicus (Boiss.) B. Mathew

    - C. suwarowianus K. Koch
    -  C. vallicola Herb.

  - Serie C.: herfstbloei, gele helmknoppen en driedelige stijl
    - C. asumaniae B. Mathew & T. Baytop
    - C. cartwrightianus Herb.
    - C. hadriaticus Herb.
      - C. hadriaticus subsp. hadriaticus
      - C. hadriaticus subsp. parnassicus (B. Mathew) B. Mathew
      -  C. hadriaticus subsp. parnonicus B. Mathew

    - C. moabiticus Bornm. & Dinsmore ex Bornm.
    - C. oreocreticus B.L. Burtt
    - C. mathewii H. Kemdorff & E. Pasche
    - C. naqabensis Al-Eisawi
    - C. pallasii Goldb.
      - C. pallasii subsp. pallasii
      - C. pallasii subsp. dispathaceus (Bowles) B.Mathew
      - C. pallasii subsp. haussknechtii (Boiss. & Reut. ex Maw) B.Mathew
      -  C. pallasii subsp. turcicus B.Mathew

    - C. sativus L., saffraankrokus, een steriel triploïd taxon, vermoedelijk uit C. cartwrightianus geselecteerd
    -  C. thomasii Ten.

  -  Verband nog te definiëren[2]
    - C. malyi Vis. (vroeger in serie Versicolores)
    -  C. banaticus Heuff. (vroeger in Ondergeslacht Crociris)
- Sectie Nudiscapus: geen basale bloeischede
  - Serie Reticulati: herfst- of lentebloei, knolrokken met netvormige vezels, driedelige of fijnverdeelde stijl
    - C. abantensis
    - C. ancyrensis (Herb.) Maw
    - C. angustifolius Weston
    - C. cancellatus Herb.
      - C. cancellatus subsp. cancellatus
      - C. cancellatus subsp. damascenus (Herb.) B.Mathew
      - C. cancellatus subsp. lycius B.Mathew
      - C. cancellatus subsp. mazziaricus (Herb.) B.Mathew
      -  C. cancellatus subsp. pamphylicus B.Mathew

    - C. cvijicii Kos.
    - C. dalmaticus Vis.
    - C. gargaricus Herb.
    - C. herbertii B. Mathew (thans een volwaardige soort)[2]
    - C. hermoneus Kotschy ex Maw
    - C. jablanicensis N. Randj. & V. Randj.
    - C. reticulatus Steven ex Adams
      - C. reticulatus subsp. reticulatus
      -  C. reticulatus subsp. hittiticus (T.Baytop & B.Mathew) B.Mathew

    - C. robertianus C.D. Brickell
    - C. rujanensis Randjel. & D.A. Hill
    - C. sieberi J. Gay
      - C. sieberi subsp. sieberi
      - C. sieberi subsp. atticus (Boiss. & Orph.) B.Mathew
      - C. sieberi subsp. nivalis (Bory & Chaub.) B.Mathew
      -  C. sieberi subsp. sublimis (Herb.) B.Mathew

    - C. sieheanus Barr ex B.L. Burtt
    -  C. veluchensis Herb.

  - Serie Biflori: herfst- of winterbloei, leerachtige ringvormig loskomende knolrokken, driedelige stijl
    - C. aerius Herb.
    - C. almehensis C.D. Brickell & B. Mathew
    - C. biflorus Mill.
      - C. biflorus subsp. biflorus
      - C. biflorus subsp.  adamii (J.Gay) K.Richt.
      - C. biflorus subsp. alexandri (Nicic ex Velen.) B. Mathew
      - C. biflorus subsp. artvinensis (J.Philippow) B. Mathew
      - C. biflorus subsp. atrospermus Kernd. & Pasche
      - C. biflorus subsp. caelestis Kernd. & Pasche
      - C. biflorus subsp. caricus Kernd. & Pasche
      - C. biflorus subsp. crewei (Hook.f.) B. Mathew
      - C. biflorus subsp. fibroannulatus Kernd. & Pasche
      - C. biflorus subsp. ionopharynx Kernd. & Pasche
      - C. biflorus subsp. isauricus (Siehe ex Bowles) B.Mathew
      - C. biflorus subsp. leucostylosus Kernd. & Pasche
      - C. biflorus subsp. melantherus B. Mathew
      - C. biflorus subsp. nubigena (Herb.) B. Mathew
      - C. biflorus subsp. pseudonubigena B. Mathew
      - C. biflorus subsp. pulchricolor (Herb.) B. Mathew
      - C. biflorus subsp. punctatus B.Mathew
      - C. biflorus subsp. stridii (Papan. & Zacharof) B.Mathew
      - C. biflorus subsp. tauri (Maw) B. Mathew
      - C. biflorus subsp. weldenii (Hoppe & Fuernr.) B. Mathew
      -  C. biflorus subsp. yataganensis Kernd. & Pasche

    - C. chrysanthus Herb.
      - C. chrysanthus subsp. chrysanthus
      -  C. chrysanthus subsp. multifolius Papan. & Zacharof

    - C. cyprius Boiss. & Kotschy
    - C. danfordiae Maw
      - C. danfordiae subsp. danfordiae
      -  C. danfordiae subsp. kurdistanicus Maroofi & Assadi

    - C. hartmannianus Holmboe
    - C. kerndorffiorum Pasche
    - C. leichtlinii (Dewar) Bowles
    - C. nerimaniae Yüzbasioglu & Varol
    - C. pestalozzae Boiss.
    -  C. wattiorum (B. Mathew) B. Mathew

  - Serie Speciosi: herfstbloei, leerachtige of vliezige, ringvormig loskomende knolrokken, fijnverdeelde stijl
    - C. pulchellus Herb.
    -  C. speciosus M. Bieb.
      - C. speciosus subsp. speciosus
      - C. speciosus subsp. ilgazensis B.Mathew
      -  C. speciosus subsp. xantholaimos B.Mathew

  - Serie Orientales: lentebloei, knolrokken met evenwijdige of netvormige vezels, talrijke bladeren, driedelige stijl
    - C. alatavicus Semenova & Reg.
    - C. caspius Fischer & Meyer (vroeger in Serie Biflori)
    - C. korolkowii Regel ex Maw
    -  C. michelsonii B. Fedtsch.

  - Serie Flavi: lentebloei, vliezige knolrokken met evenwijdige vezels, fijnverdeelde stijl
    - C. adanensis T. Baytop & B. Mathew (vroeger in Serie Biflori)
    - C. antalayensis Mathew
    - C. candidus E.D. Clarke
    - C. flavus Weston
      - C. flavus subsp. flavus
      - C. flavus subsp. dissectus T. Baytop & B. Mathew
      -  C. flavus subsp. sarichinarensis Rukšans

    - C. graveolens Boiss. & Reut.
    - C. hyemalis Boiss.
    - C. olivieri J. Gay
      - C. olivieri subsp. olivieri
      - C. olivieri subsp. balansae (J.Gay ex Baker) B. Mathew
      -  C. olivieri subsp. istanbulensis B. Mathew

    - C. paschei H. Kerndorff
    -  C. vitellinus Wahl.

  - Serie Aleppici: herfst- of winterbloei, vliezige knolrokken met evenwijdige vezels, bladeren na de bloei verschijnend
    - C. aleppicus Baker
    - C. boulosii Greuter
    -  C. veneris Tappein ex Poech

  - Serie Carpetani: lentebloei, gootvormige bladeren, weinig verdeelde witachtige stijl
    - C. carpetanus Boiss. & Reut.
    -  C. nevadensis Amo.

  - Serie Intertexti: lentebloei, knolrokken met verstrengelde vezels
    -  C. fleischeri J. Gay.

  -  Serie Laevigati: herfstbloei, leerachtige of vliezige knolrokken met evenwijdige vezels, bladeren samen met de bloemen verschijnend, witte helmknoppen, fijnverdeelde stijl
    - C. boryi J. Gay
    - C. laevigatus Bory & Chaub.
    -  C. tournefortii J. Gay.

### Referenties

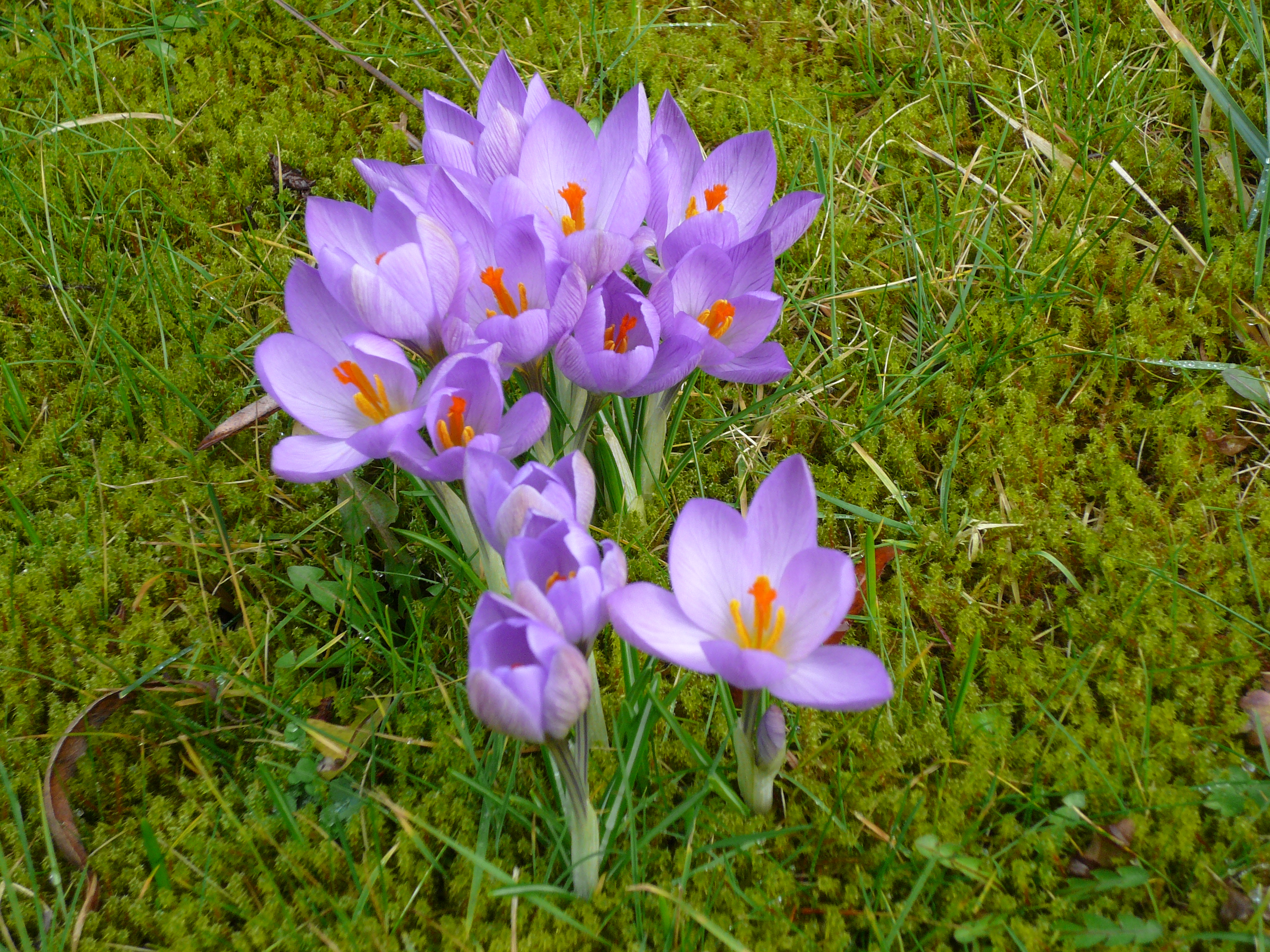
Crocus etruscus 'Zwanenburg'

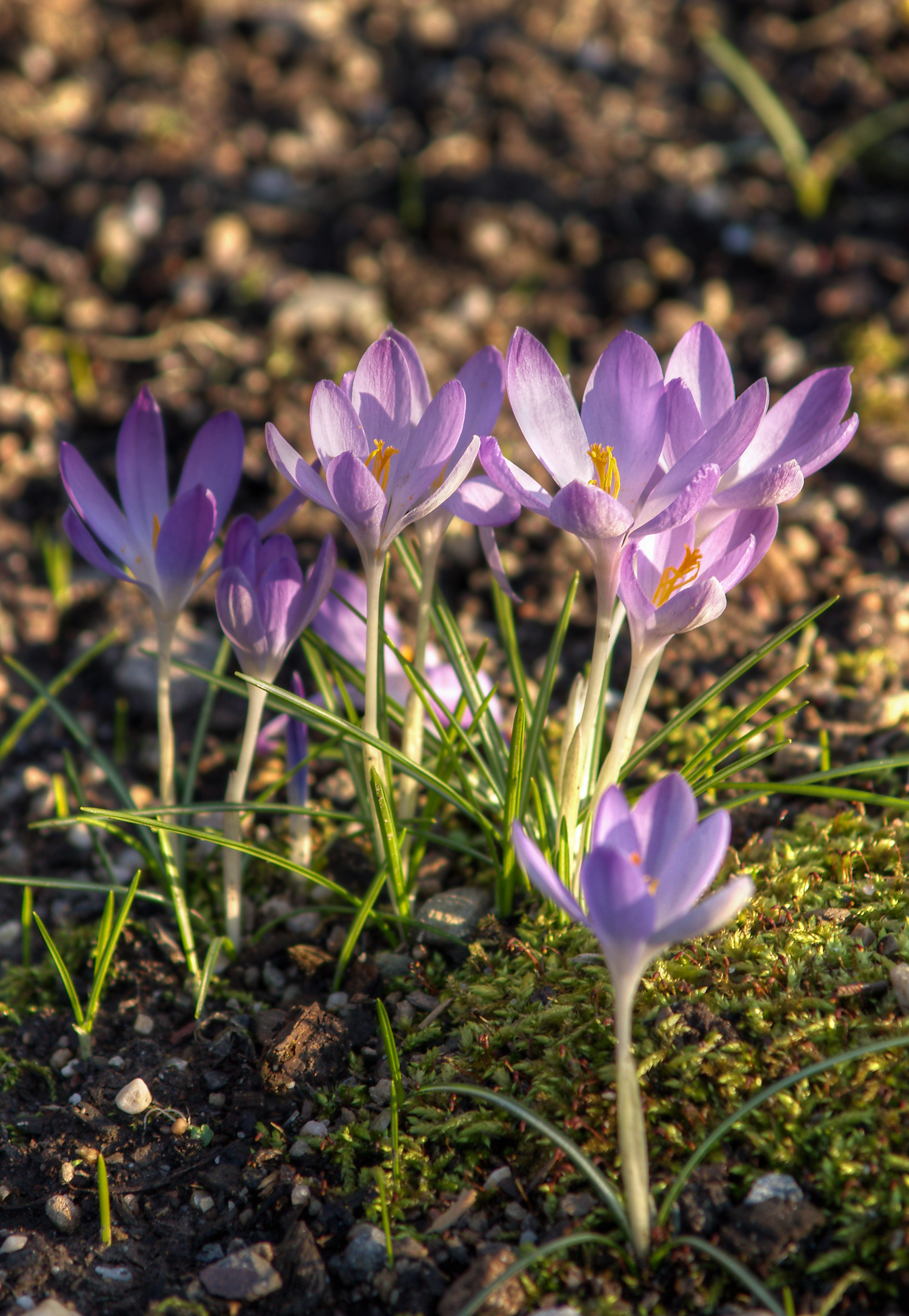
Crocus tommasinianus

## Enkele winterharde winter- en lentebloeiende soorten
- Crocus ancyrensis (Herb.) Maw 'Golden Bunch' en Crocus gargaricus Herb. – beide uit Turkije – hebben gele bloemen. Crocus ancyrensis bloeit vanaf einde januari samen met Crocus tommasinianus.
- Crocus angustifolius Weston (synoniem: Crocus susianus) uit de Krim heeft gele bloemen, die bruin zijn aan de buitenzijde.
- Crocus chrysanthus Herb. uit de Balkan en Klein-Azië heeft gele bloemen, die bruin gestreept zijn aan de buitenzijde. De wilde soort wordt zelden gekweekt. Selecties en kruisingen ervan met Crocus aerius Herb. en Crocus biflorus Mill. – de zogenaamde botanische krokussen – zijn populaire kleinbloemige krokussen.
- Crocus corsicus Vanucchi ex Maw uit Corsica bloeit in april met mauve bloemen, die paars gestreept zijn aan de buitenzijde.
- Crocus etruscus Parl. 'Zwanenburg' uit Italië lila bloemen.
- Crocus flavus Weston is afkomstig uit de Balkan en Klein-Azië. De Hollandse gele krokussen zijn afgeleid uit deze soort.
- Crocus fleischeri J. Gay uit Turkije heeft stervormige witte bloemen met een paarse keel.
- Crocus korolkowii Regel ex Maw uit Centraal-Azië heeft gele bloemen, die bruin gestreept zijn aan de buitenzijde.
- Crocus minimus DC. uit Corsica en Sardinië is een miniatuursoort met paarse bloemen, waarvan de buitenzijde paars gestreept is. De gelijkende Crocus imperati Ten., een vroegbloeiende soort uit Zuid-Italië, heeft grotere bloemen, waarvan de buitenzijde chamois is met fijnere paarse strepen.
- Crocus sieberi J. Gay groeit in Griekenland. Selecties ervan hebben witte, roze of paarse bloemen.
  - Subsp. sublimis (Herb.) B.Mathew 'Tricolor' heeft paarse bloemen met een gele keel die omringd wordt door een witte band.
- Crocus tommasinianus Herb., de boerenkrokus uit de Balkan heeft kleine paarse bloemen. Deze soort wordt genoemd naar Ridder van Tommasini, een staatsambtenaar die in de 19e eeuw de flora van Dalmatië bestudeerd heeft. Crocus tommasinianus zaait vrijelijk uit en verwildert gemakkelijk. Het is een stinsenplant. Er bestaan er verschillende selecties van in kleuren variërend van wit tot purperrood.
- Crocus vernus (L.) Hill, de bonte krokus is inheems in de Europese gebergten. In West- en Centraal-Europa (Alpen, Pyreneeën) treft men subsp. albiflorus (synoniem: Crocus caeruleus Weston) aan met kleine witte bloem met paarse buis; in Centraal en Zuid-Europa (Karpaten, Zuid-Italië en Balkan) subsp. vernus (omvattend Crocus heuffelianus, Crocus napolitanus en Crocus scepusiensis) met grotere paarse bloem. Uit de laatste ondersoort werden de grootbloemige krokussen met witte, paarse en gestreepte bloemen ('Pickwick') geselecteerd.
- Crocus versicolor Ker Gawl. uit de zuidwestelijke Alpen heeft witte tot lichtmauve bloemen met mauve strepen. Cultivar ‘Picturatus’ heeft witte bloemen die paars gestreept zijn.

### Andere foto's van winter- en lentebloeiende soorten

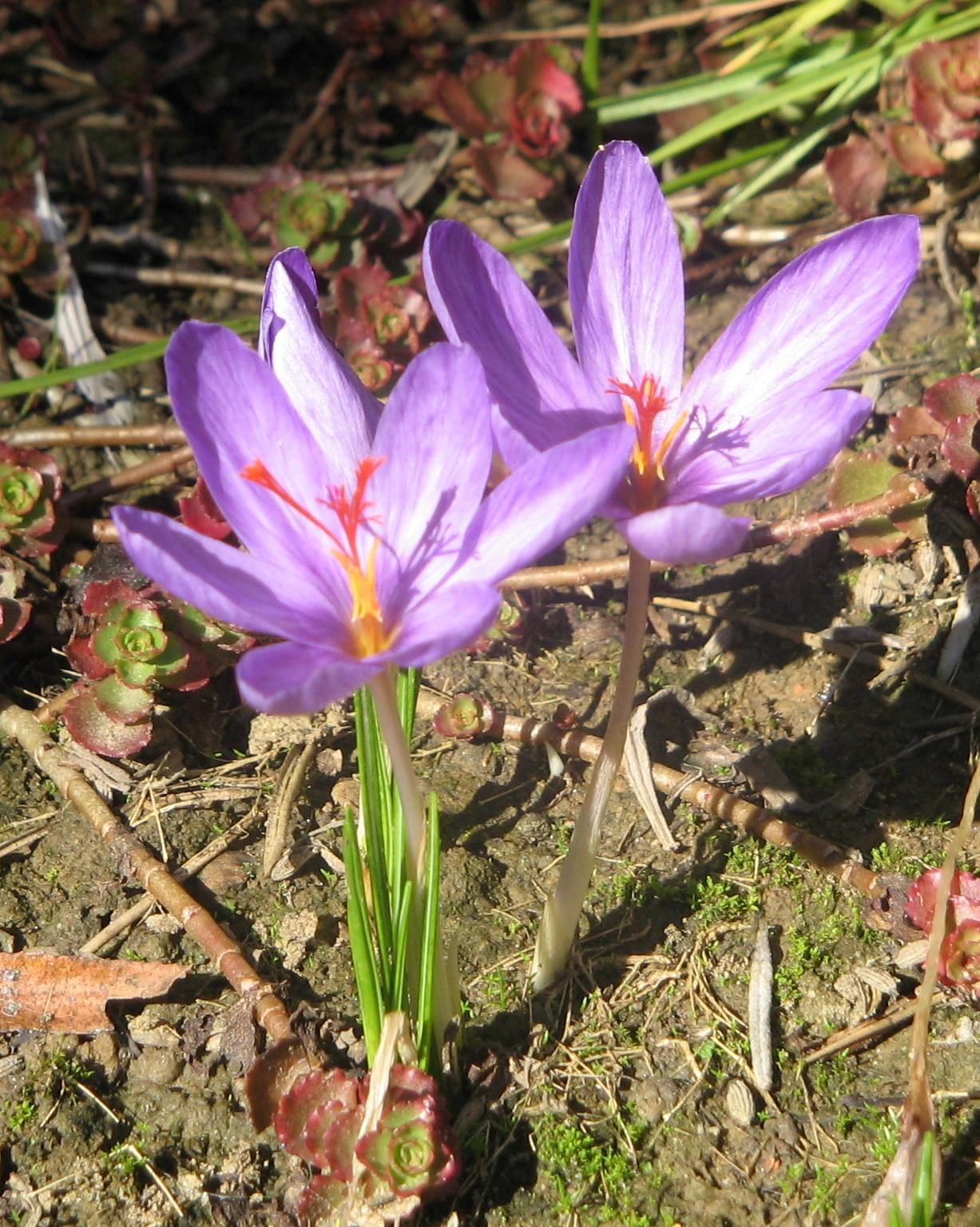
Crocus ligusticus

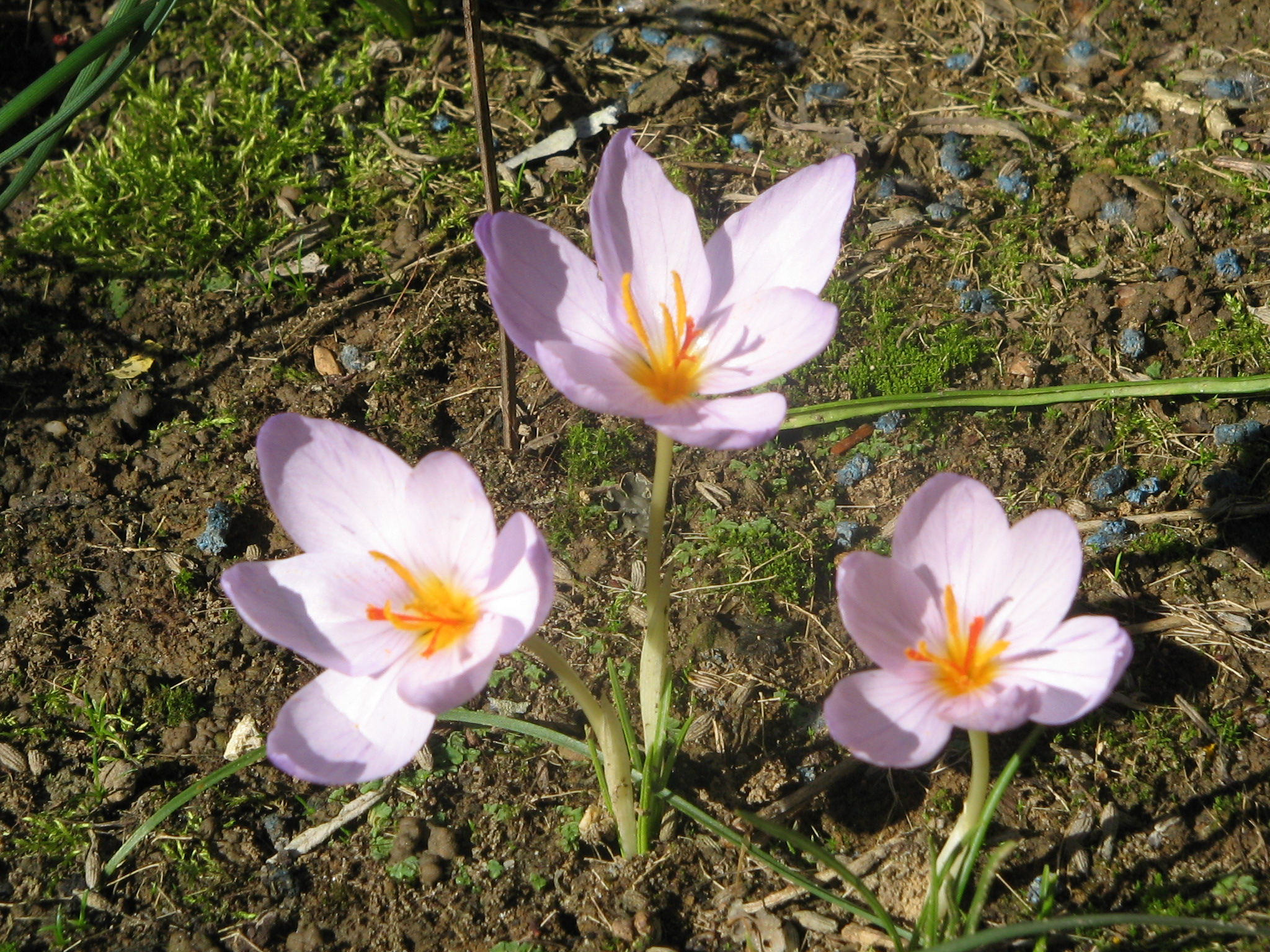
Crocus longiflorus

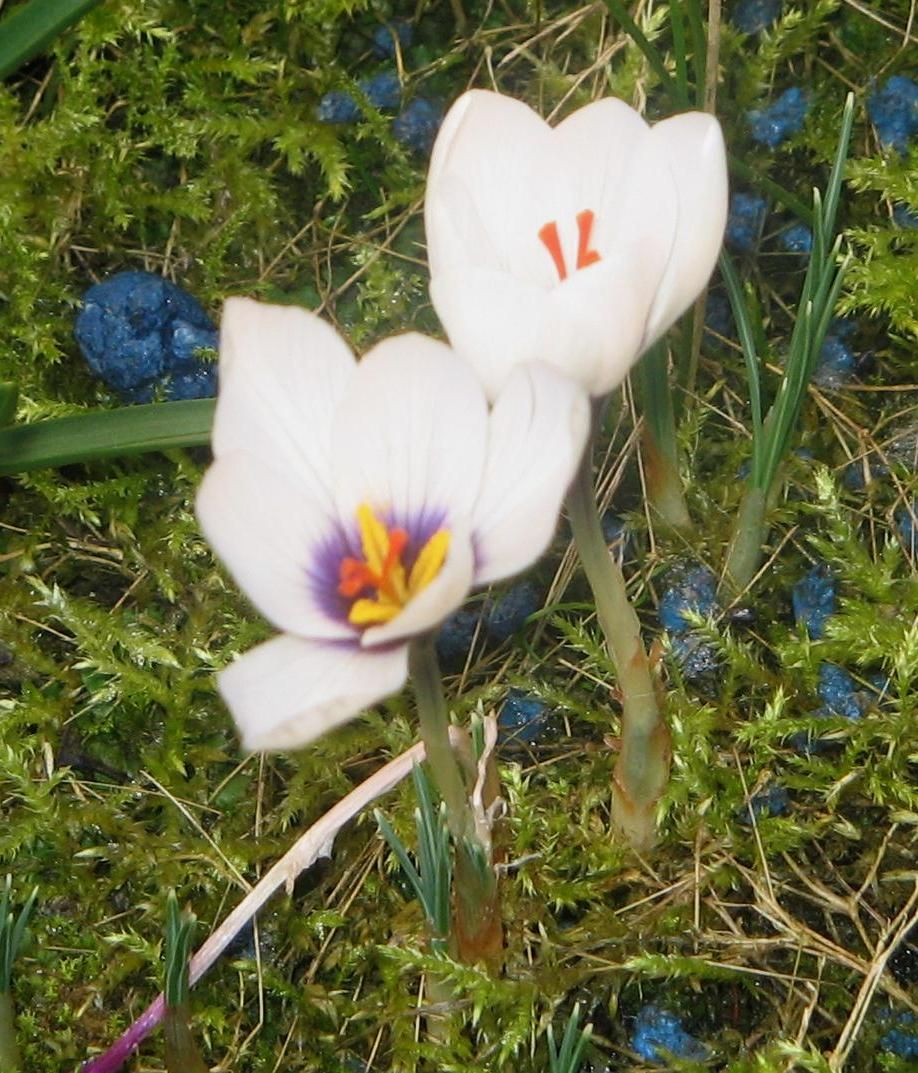
Crocus mathewii

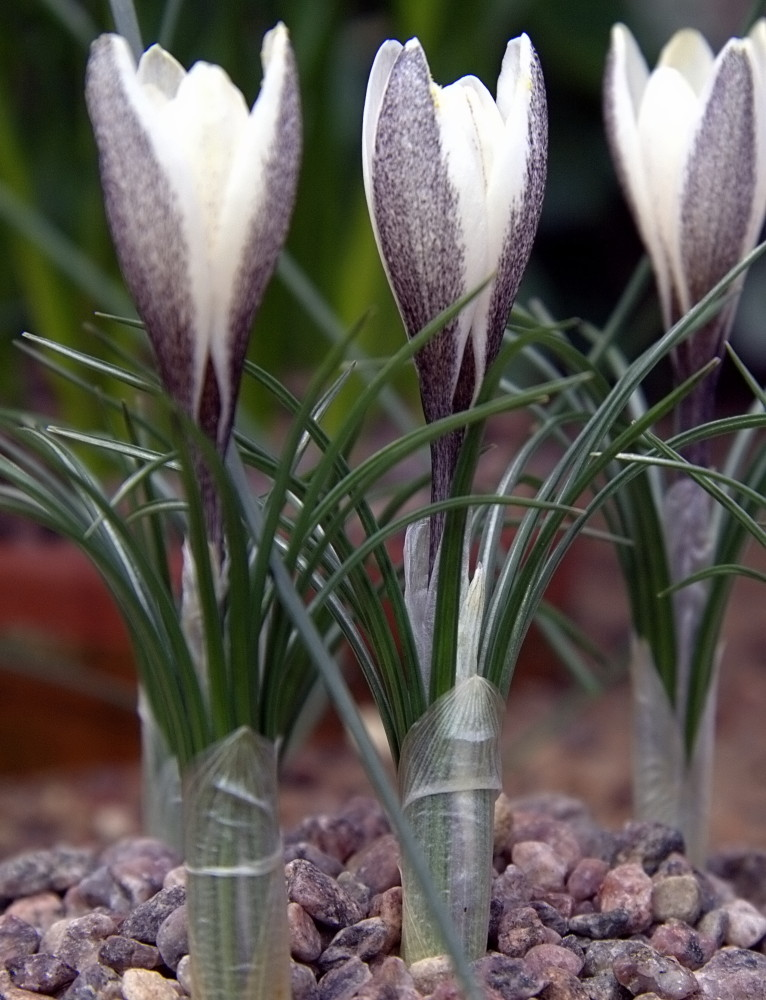
Crocus alatavicus
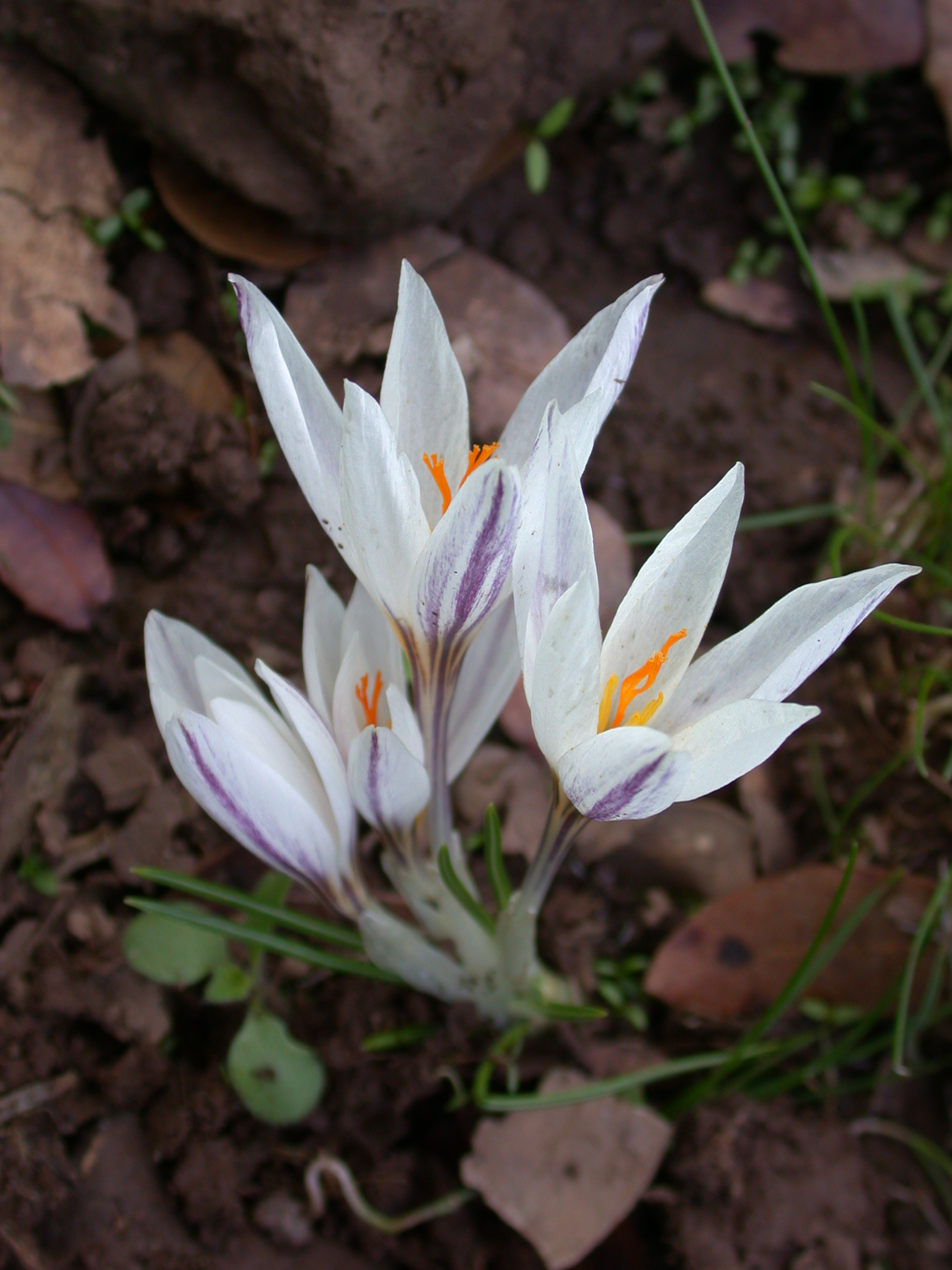
Crocus aleppicus
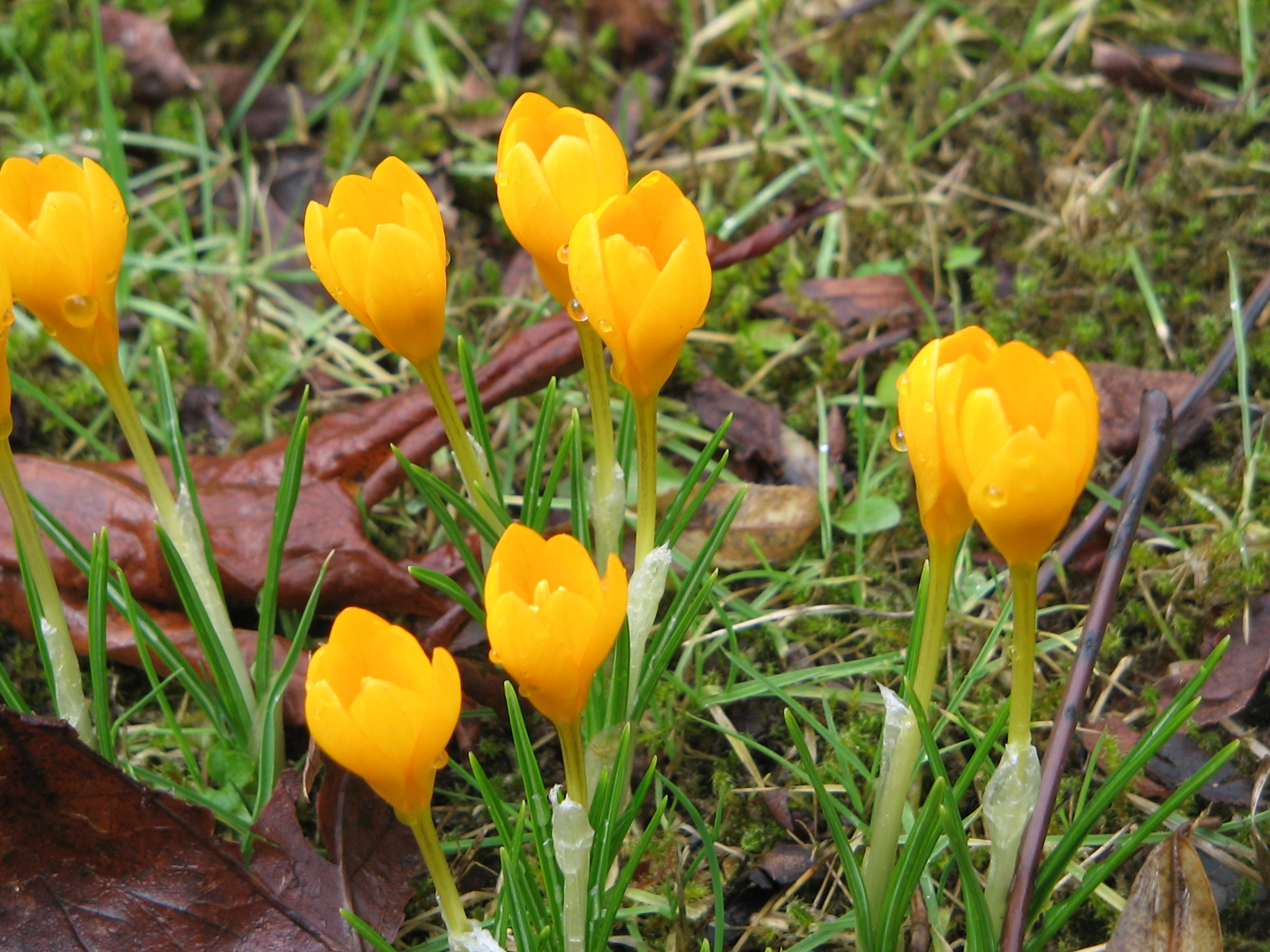
Crocus ancyrensis
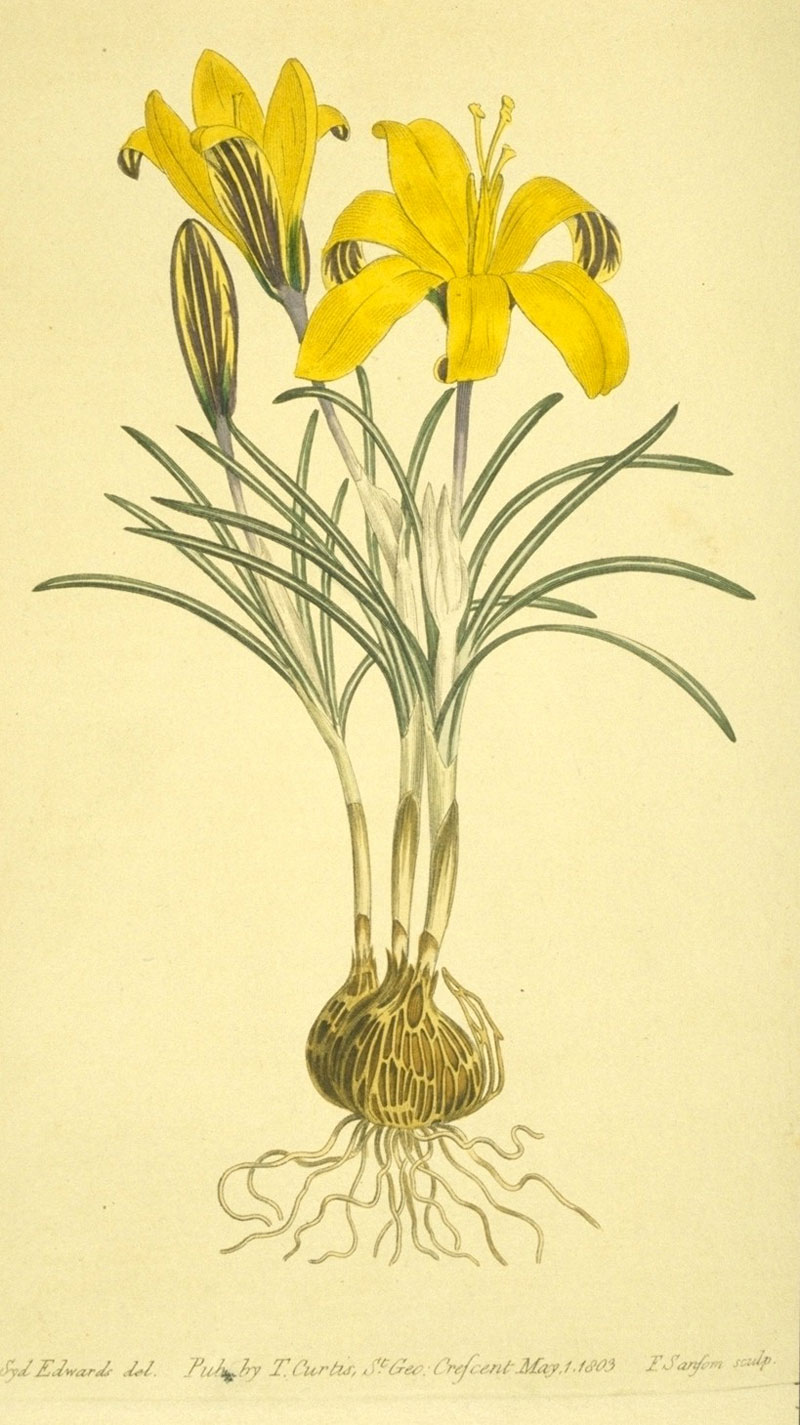
Crocus angustifolius
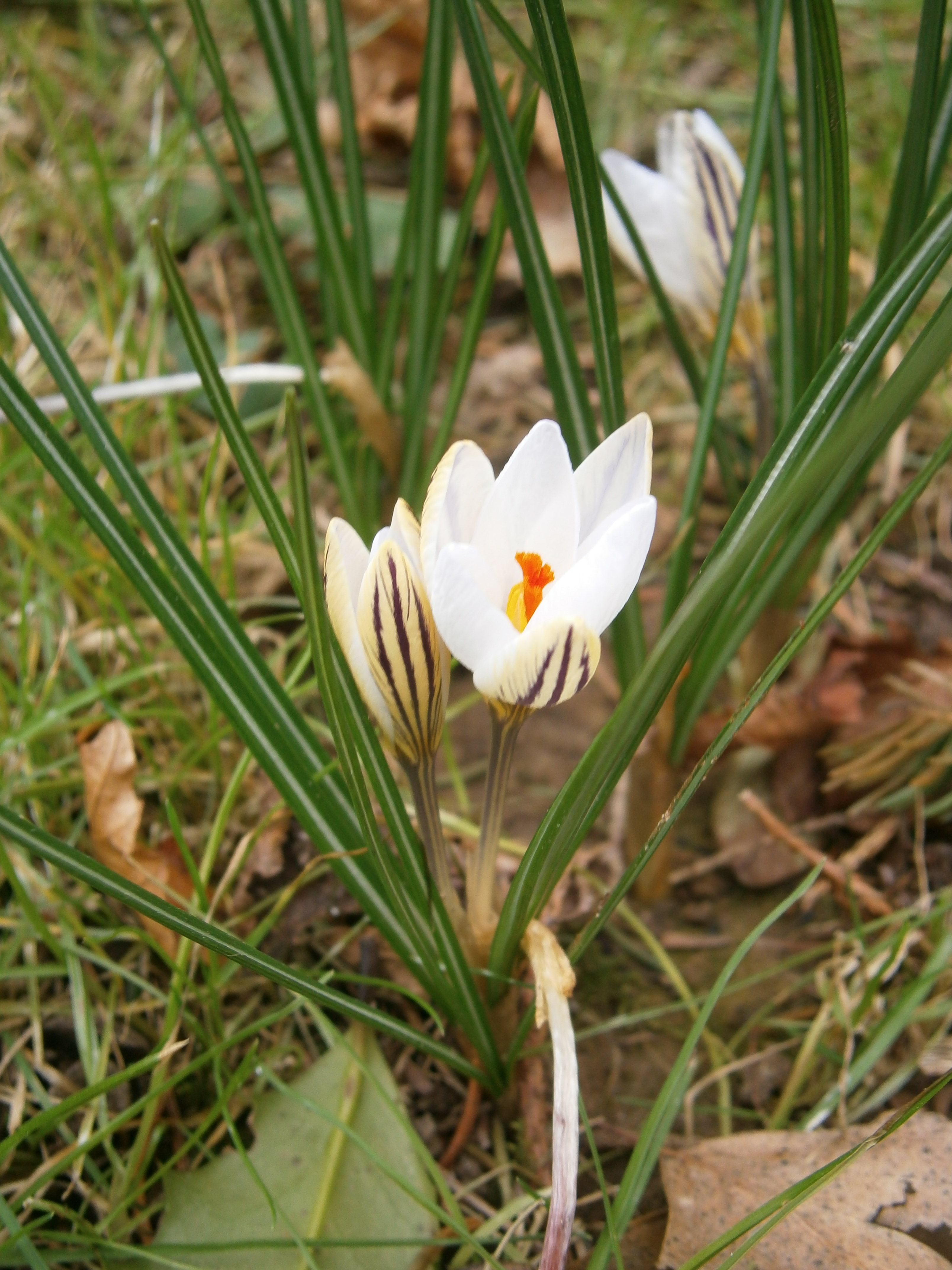
Crocus biflorus
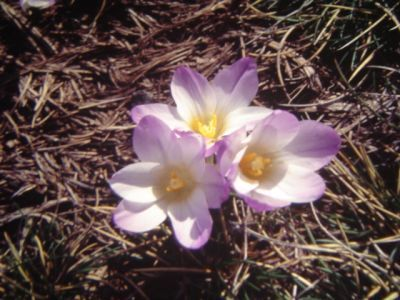
Crocus carpetanus
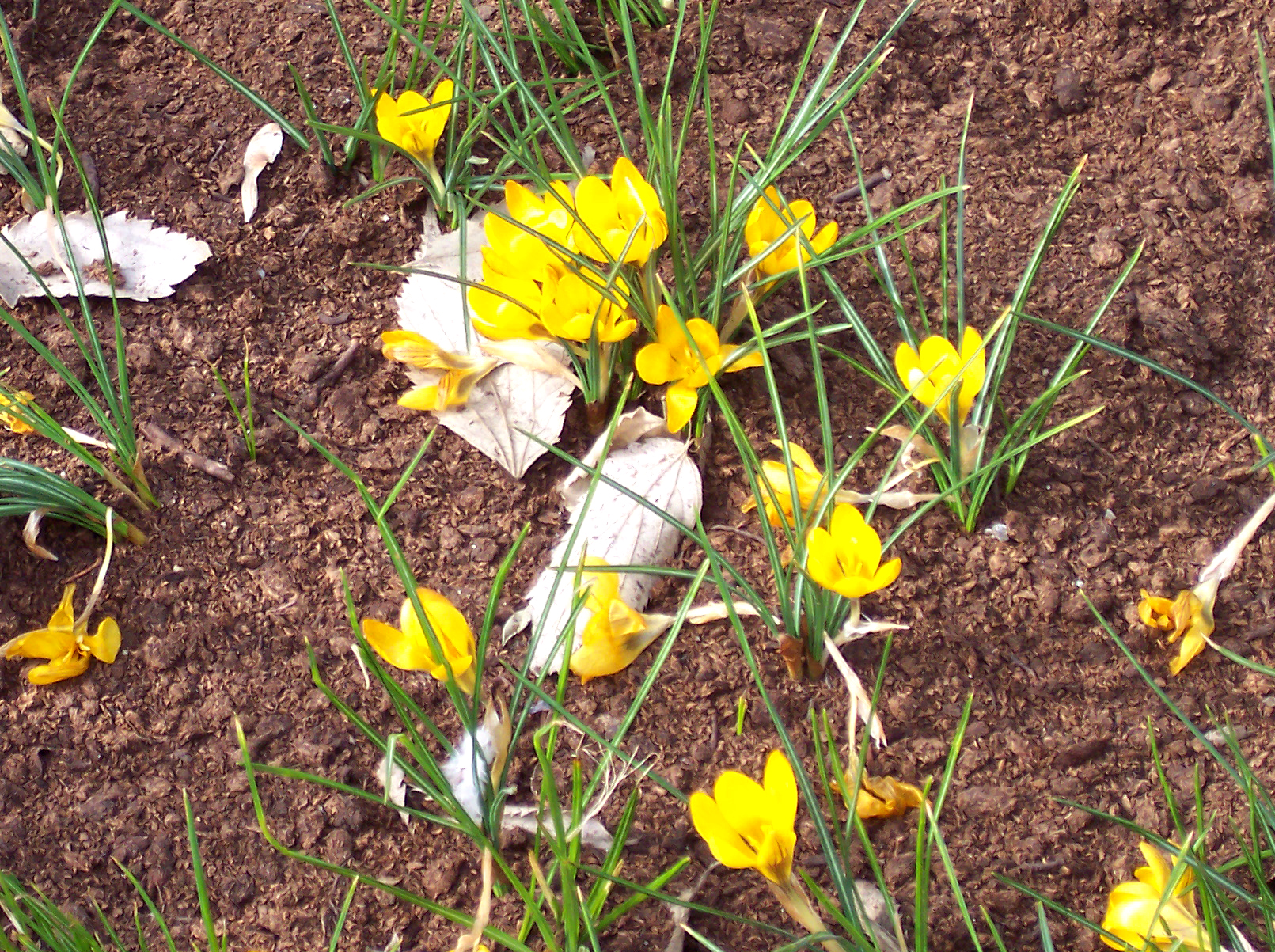
Crocus chrysanthus 'Zwanenburg Bronze'
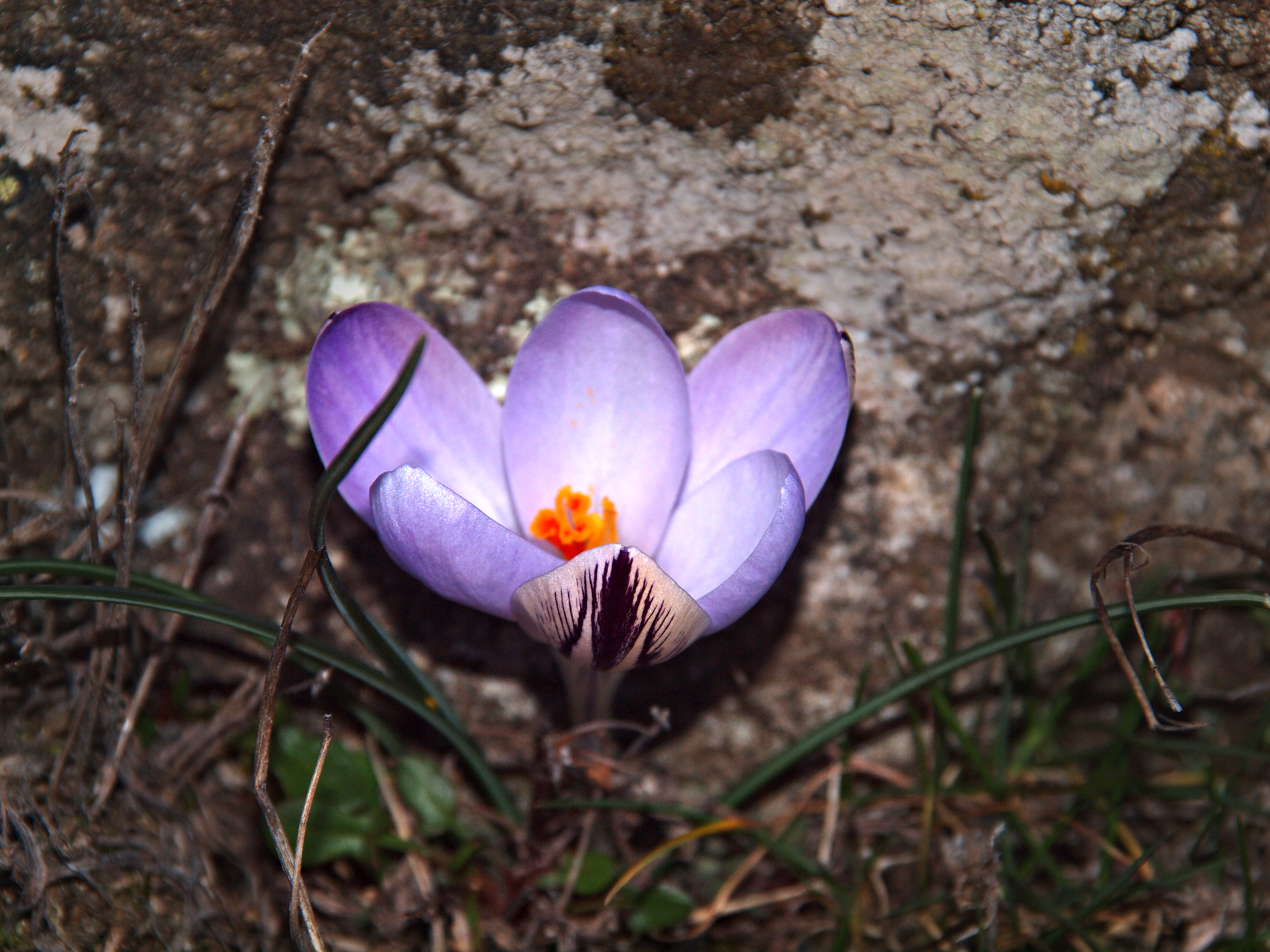
Crocus corsicus
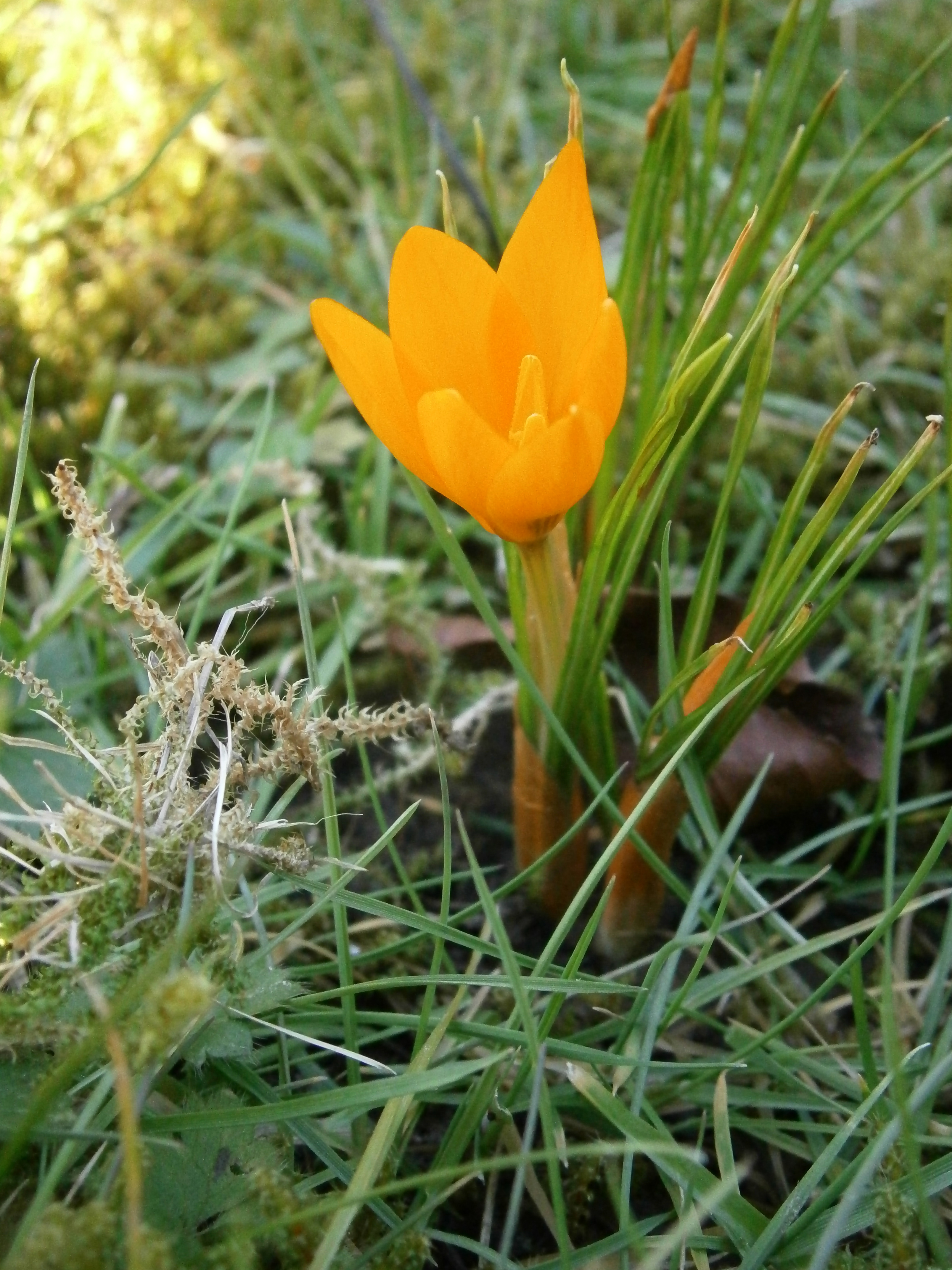
Crocus flavus subsp. flavus
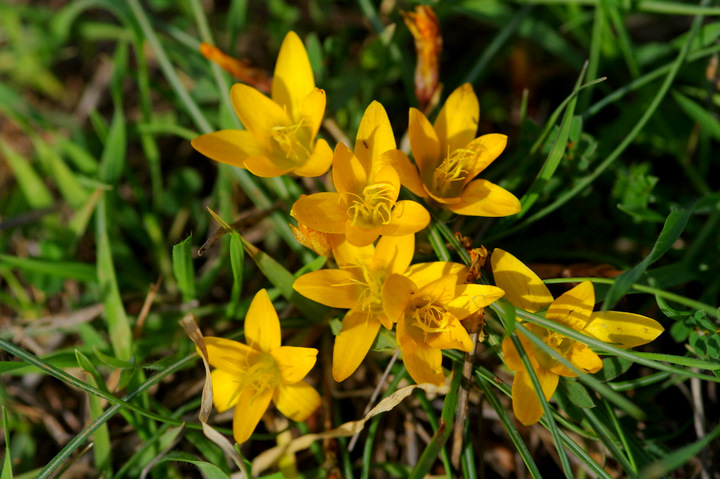
Crocus graveolens
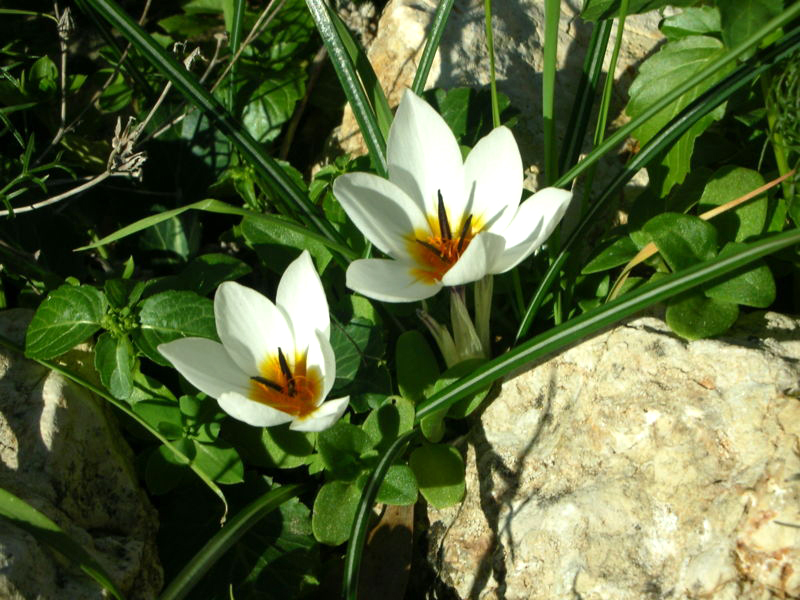
Crocus hyemalis
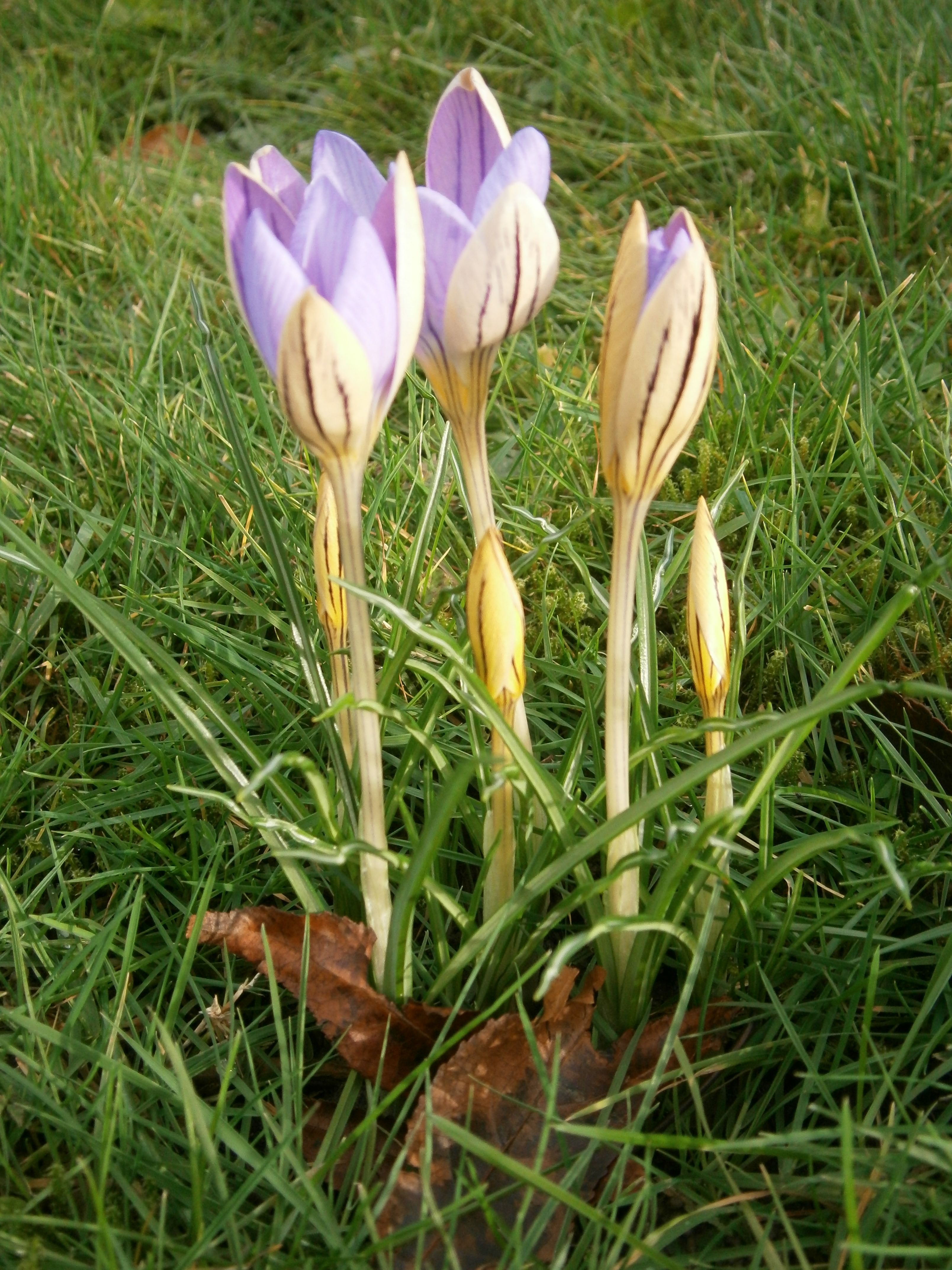
Crocus imperati 'De Jager'
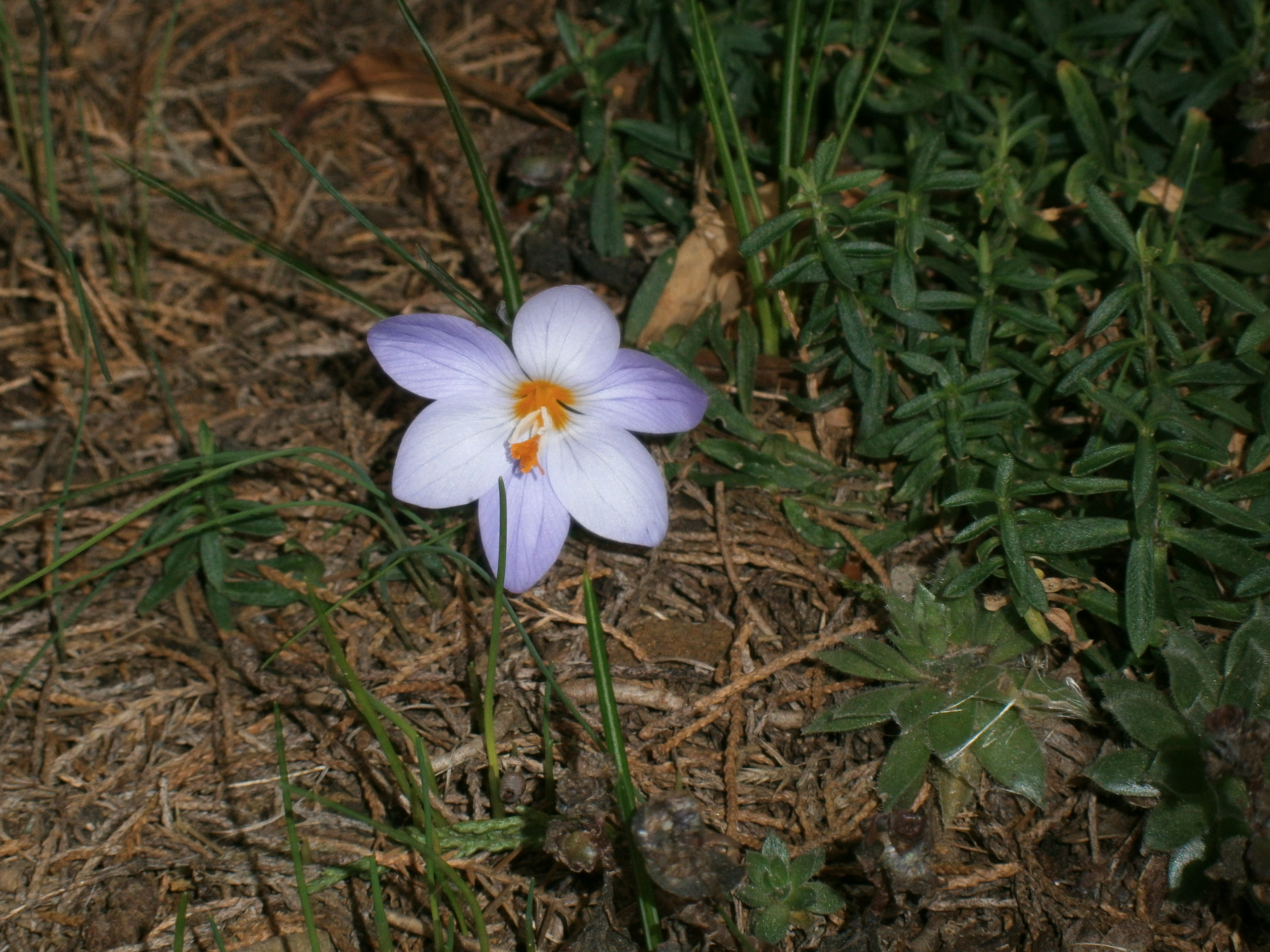
Crocus laevigatus 'Fontenayi'
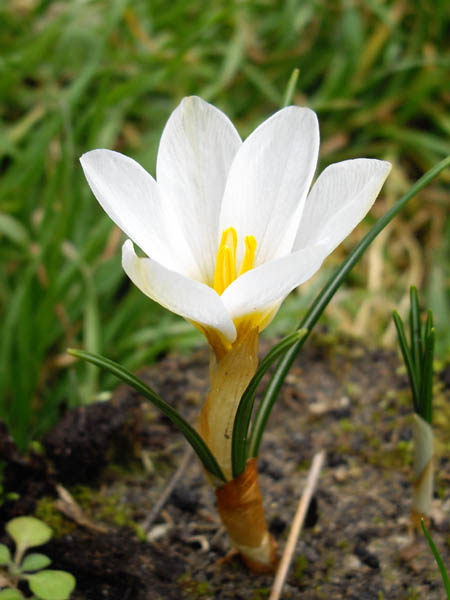
Crocus malyi
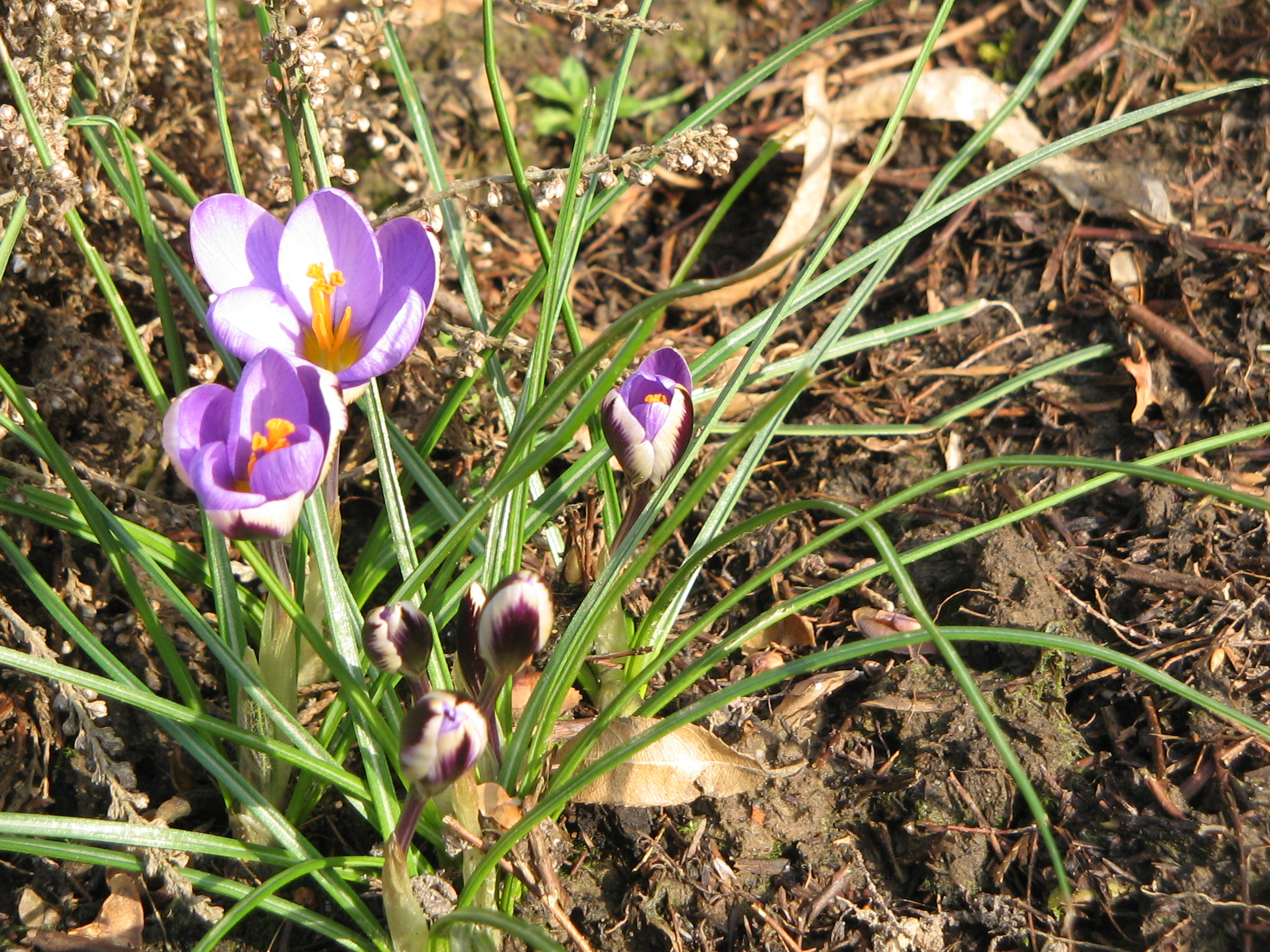
Crocus minimus
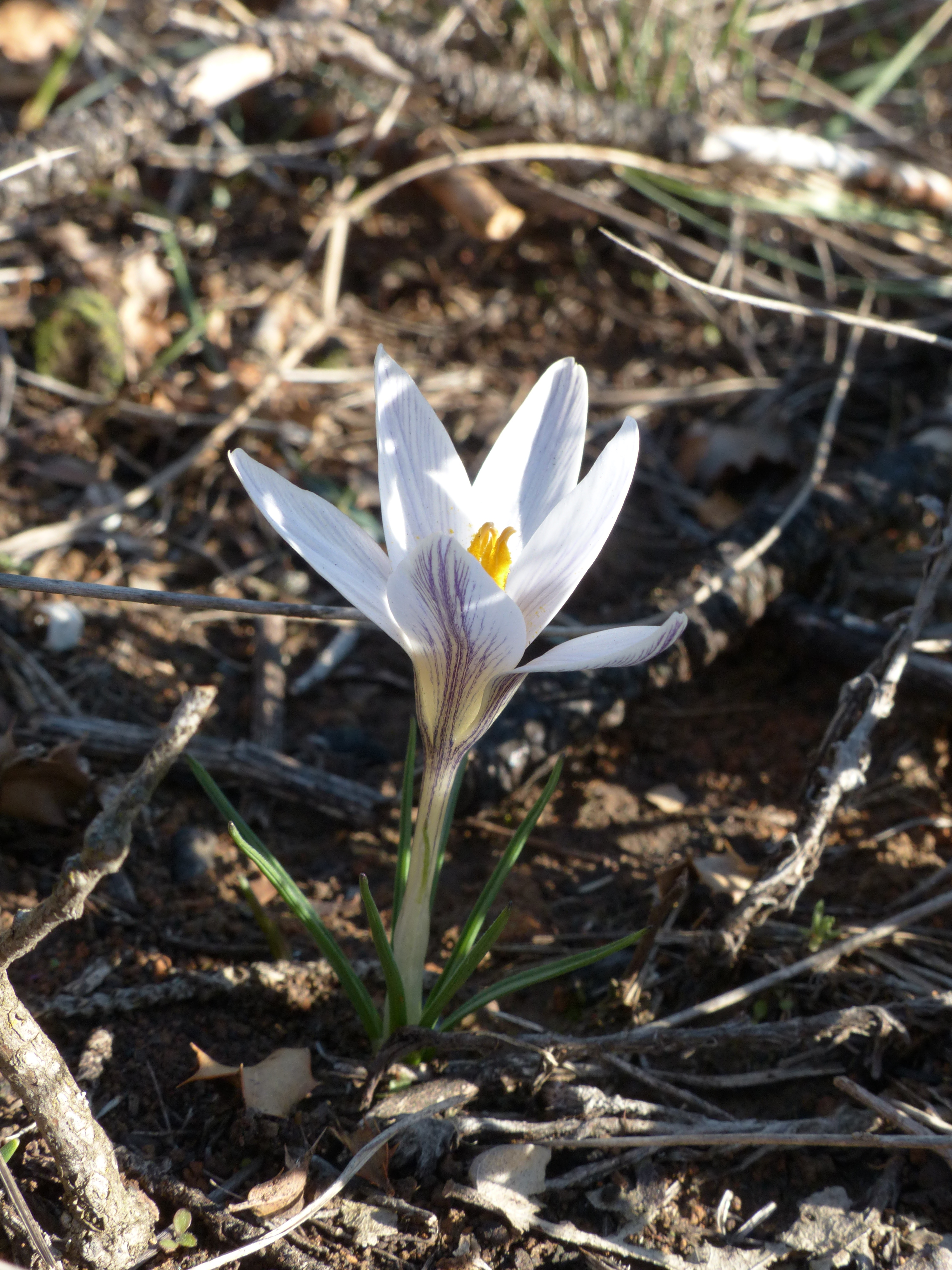
Crocus nevadensis
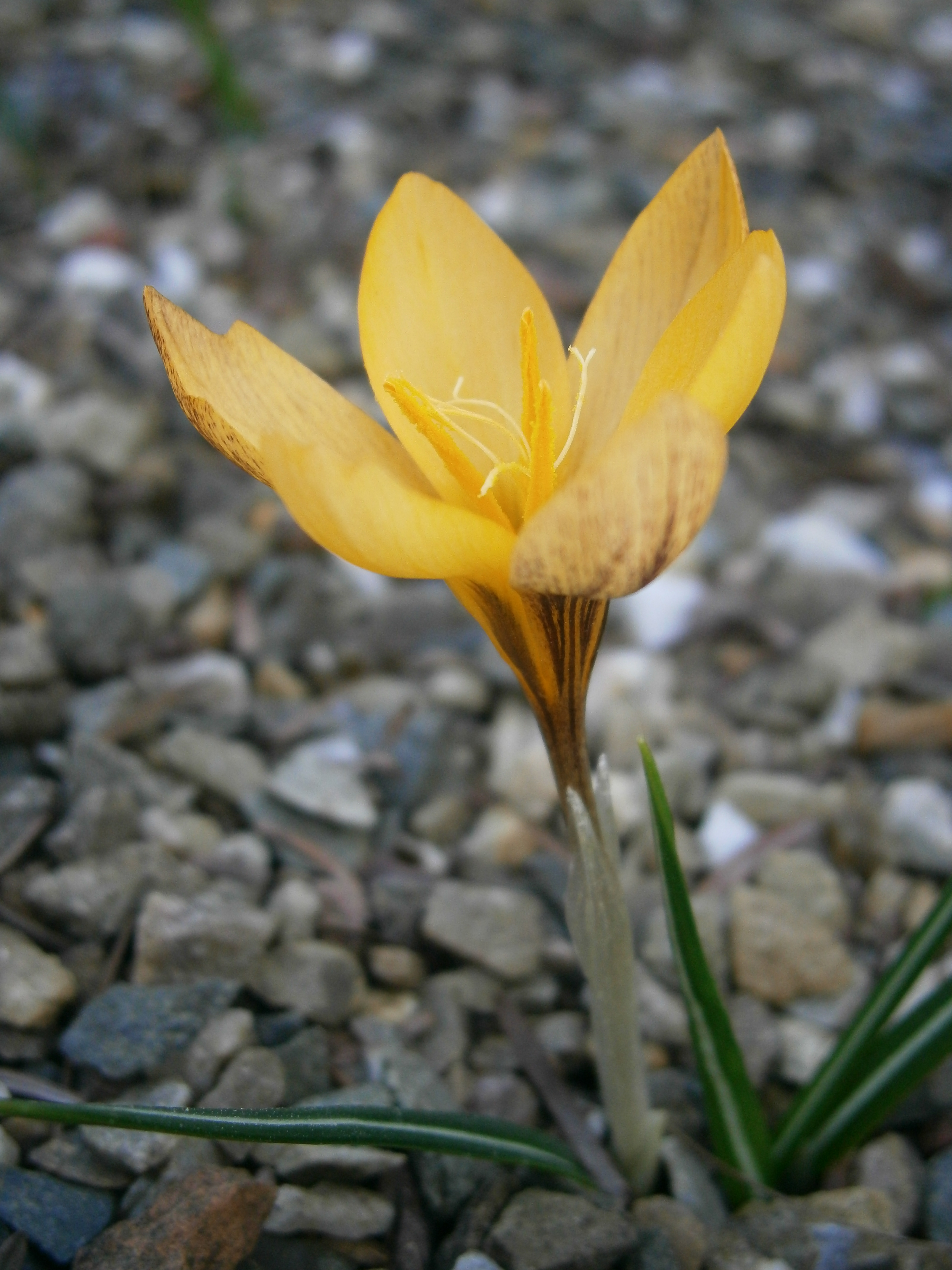
Crocus olivieri
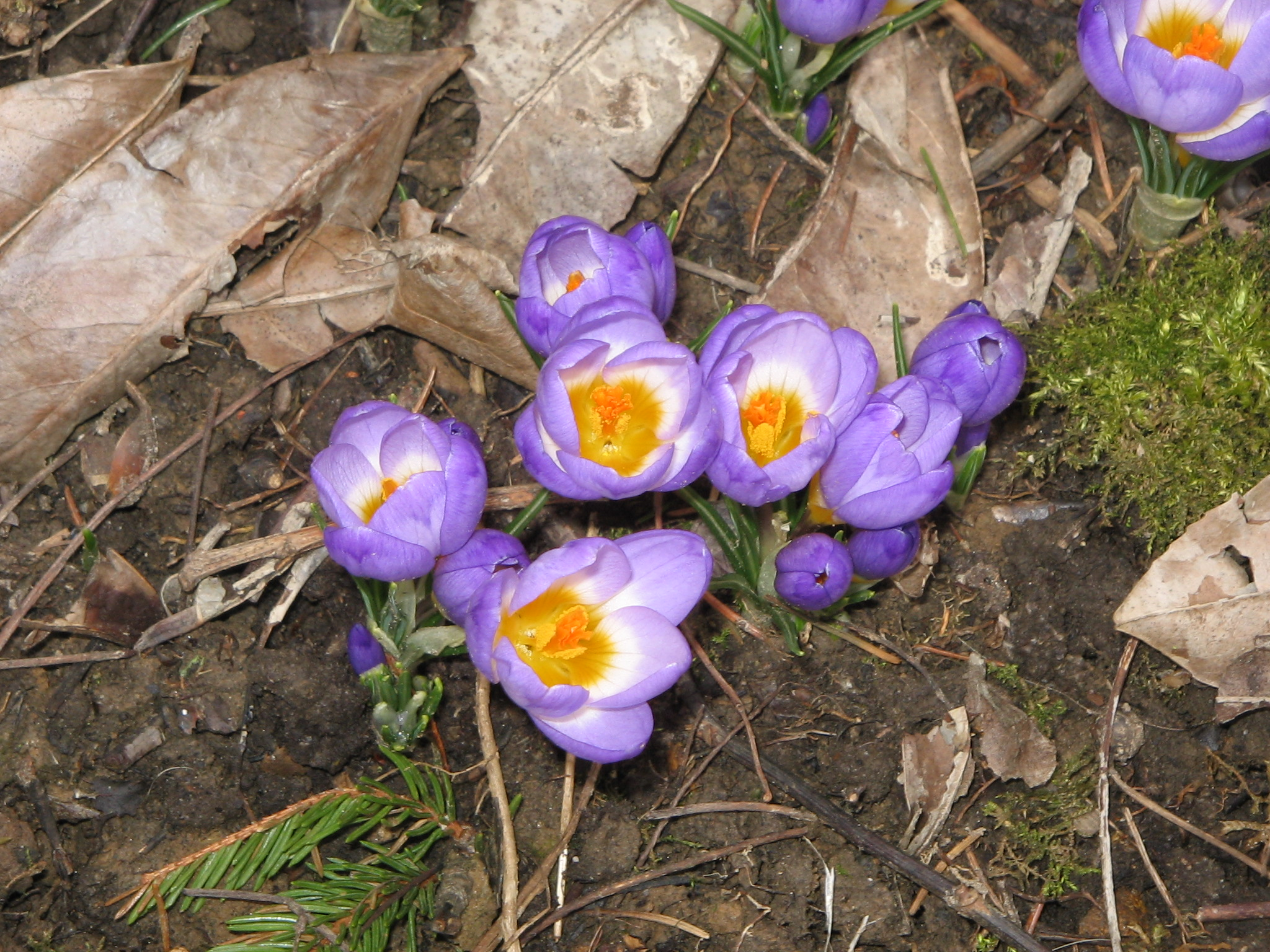
Crocus sieberi subsp. sublimis'Tricolor'
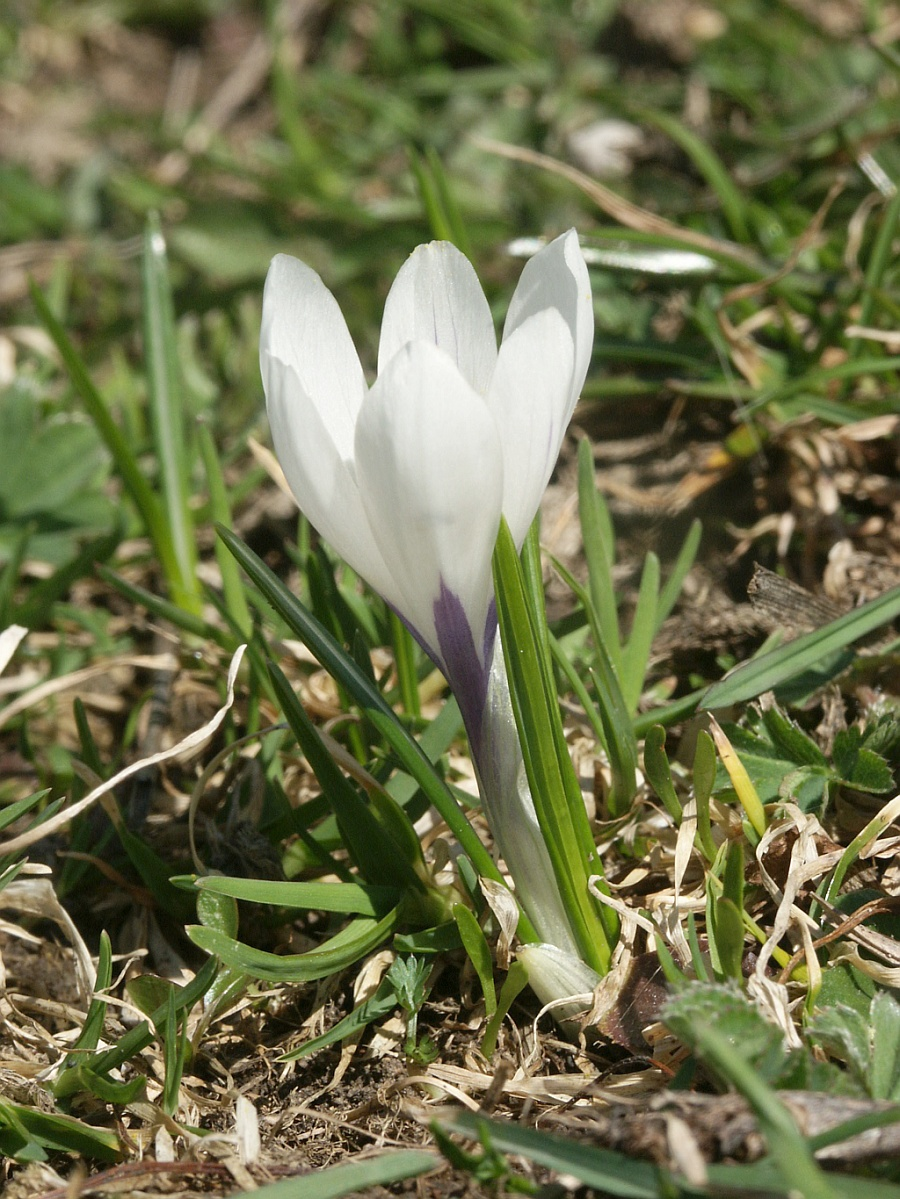
Crocus vernus subsp. albiflorus
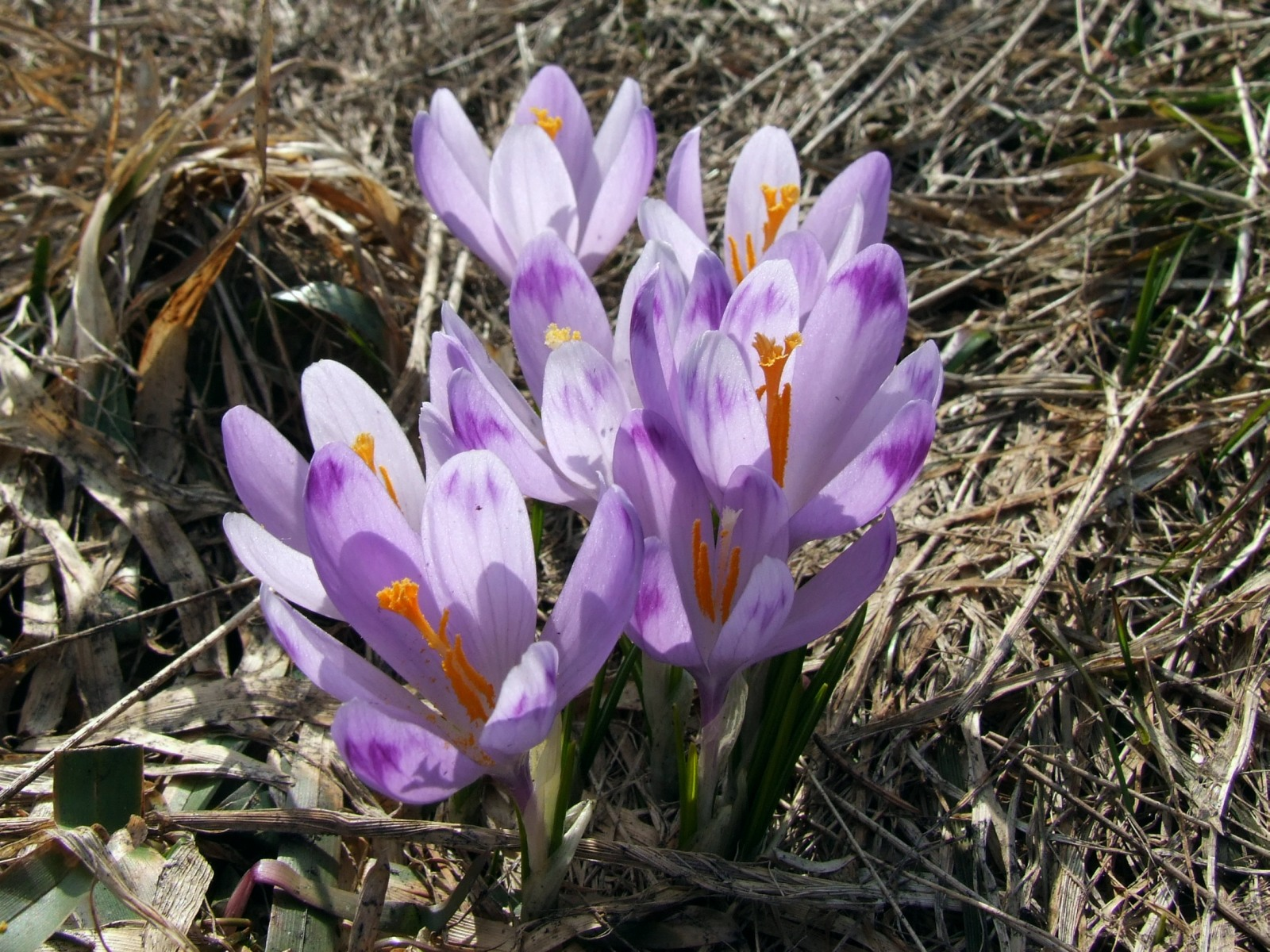
Crocus vernus subsp. vernus
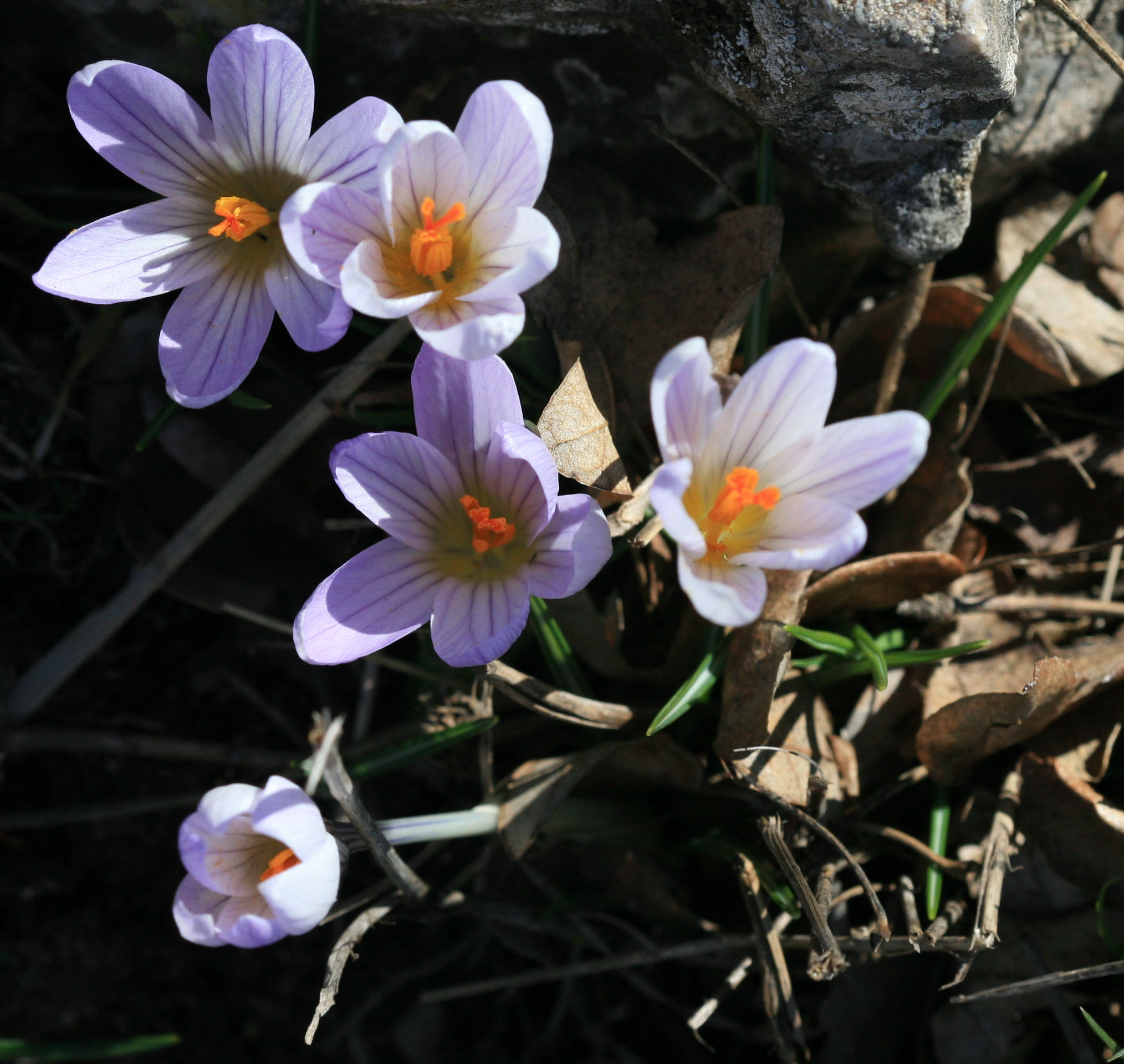
Crocus versicolor

## Enkele winterharde herfstbloeiende soorten
De soorten die vroeg in de nazomer bloeien, hebben zoals de herfsttijloos naakte bloemen; hun bladeren ontluiken in het begin van de winter. De bloemen van de later bloeiende soorten verschijnen tussen de jonge bladeren.
- Crocus cancellatus Herb., met netvormige knolrokken, is anders gelijkend tot Crocus speciosus. De knollen worden als wortelgroenten (Hursinein) verkocht in Klein-Azië, onder andere in Syrië.
- Crocus cartwrightianus Herb. uit Zuid-Griekenland – de vermoedelijke voorouder van de saffraankrokus (Crocus sativus) – waarvan de selectie 'Albus' vooral gekweekt wordt, bloeit uitbundiger dan Crocus sativus.
- Crocus goulimyi Turrill uit Zuid-Griekenland heeft kleine lila bloemen met een lange buis en bloeit in oktober – november. Hoewel het niet de fraaiste herfstkrokus is, is het een dankbare soort door haar lange bloeiperiode.
- Crocus kotschyanus K. Koch (synoniem: Crocus zonatus) heeft bleek mauve bloemen met een gele keel. Deze naaktbloeiende soort uit Klein-Azië bloeit vanaf einde september en verwildert gemakkelijk. Var. leucopharynx , met witte keel, wordt vaak verwisseld met Crocus karduchorum Kotschy ex Maw,een endemische soort uit Koerdistan, die een ragfijne verdeelde stempel heeft.
- Crocus laevigatus Bory & Chaub. uit Zuid-Griekenland bloeit van einde november tot begin januari. Cultivar 'Fontenayi' heeft bleek lila bloemen met paars gestreepte buitenzijde. Soms “Kerstkrokus” genoemd.
- Crocus ligusticus M.G. Mariotti (synoniem: Crocus medius) uit de Zee- en de Ligurische Alpen en Crocus niveus Bowles, een delicatere soort uit Zuid-Griekenland, bloeien met respectievelijk paarse en witte bloemen, beide met rode stijl.
- Crocus longiflorus Raf., een zoetgeurende soort uit Zuid-Italië en Malta, heeft lila bloemen met oranje keel en rode stijl.
- Crocus nudiflorus Sm., uit het Centraal Massief, de Pyreneeën en het Cantabrisch Gebergte, heeft naakte lila bloemen met oranje, penseelvormige stampers. Deze soort, die uitlopers heeft en een los tapijt maakt, is plaatselijk verwilderd in Engeland. De zeer gelijkende Crocus serotinus Salisb. bloeit later met bladeren die tijdens de bloei verschijnen of juist erna. Subsp. serotinus is een Portugese endeem, subsp. clusii (J.Gay) B.Mathew vindt men in het westen van het Iberisch Schiereiland en subsp. salzmannii (J.Gay) B.Mathew in Zuid-Spanje en Noord-Marokko.
- Crocus ochroleucus Boiss. & Gaill. uit Klein-Azië is een uitbundig laatbloeiende soort (november) met kleine crèmewitte bloemen.
- Crocus speciosus M. Bieb. uit de Krim en Klein-Azië bloeit vanaf einde september met naakte lichtpaarse bloemen met gele meeldraden en fijnverdeelde, oranje stijl. Er bestaan er selecties van met witte, blauwe en paarse bloemen. 'Oxonian' heeft grote dieppaarse bloemen. De gelijkende Crocus pulchellus Herb. uit de Balkan en Klein-Azië heeft slankere bloemen met witte meeldraden; var. 'Zephyr' is parelwit.

### Saffraankrokus
- Crocus sativus L., de saffraankrokus, heeft grote mauve bloemen. Deze soort, die veel warmte nodig heeft om goed te bloeien, is een steriele triploïde, die vermoedelijk geselecteerd werd uit Crocus cartwrightianus.

### Een buitengewone krokus
- Crocus mathewii H. Kemdorff & E. Pasche werd voor het eerst pas in 1994 aangetroffen. De bloemen van deze herfstbloeiende soort uit het Taurusgebergte (Zuid-Turkije), genoemd naar de goeroe der krokussen Brian Mathew, hebben een merkwaardige kleur: wit met diepblauwe keel. Deze zeldzame soort werd ondertussen vermoedelijk uitgeroeid door verzameling.

### 'Crociris'
- Crocus banaticus Heuff. (synoniem: Crocus byzantinus Ker Gawl.), de “Crociris” uit Oost-Europa is een apart geval. De smalle binnenste tepalen zijn rechtstaande en de brede buitenste tepalen zijn omgeslagen, zodat deze soort op een iris lijkt.

### Andere foto's van herfstbloeiende soorten

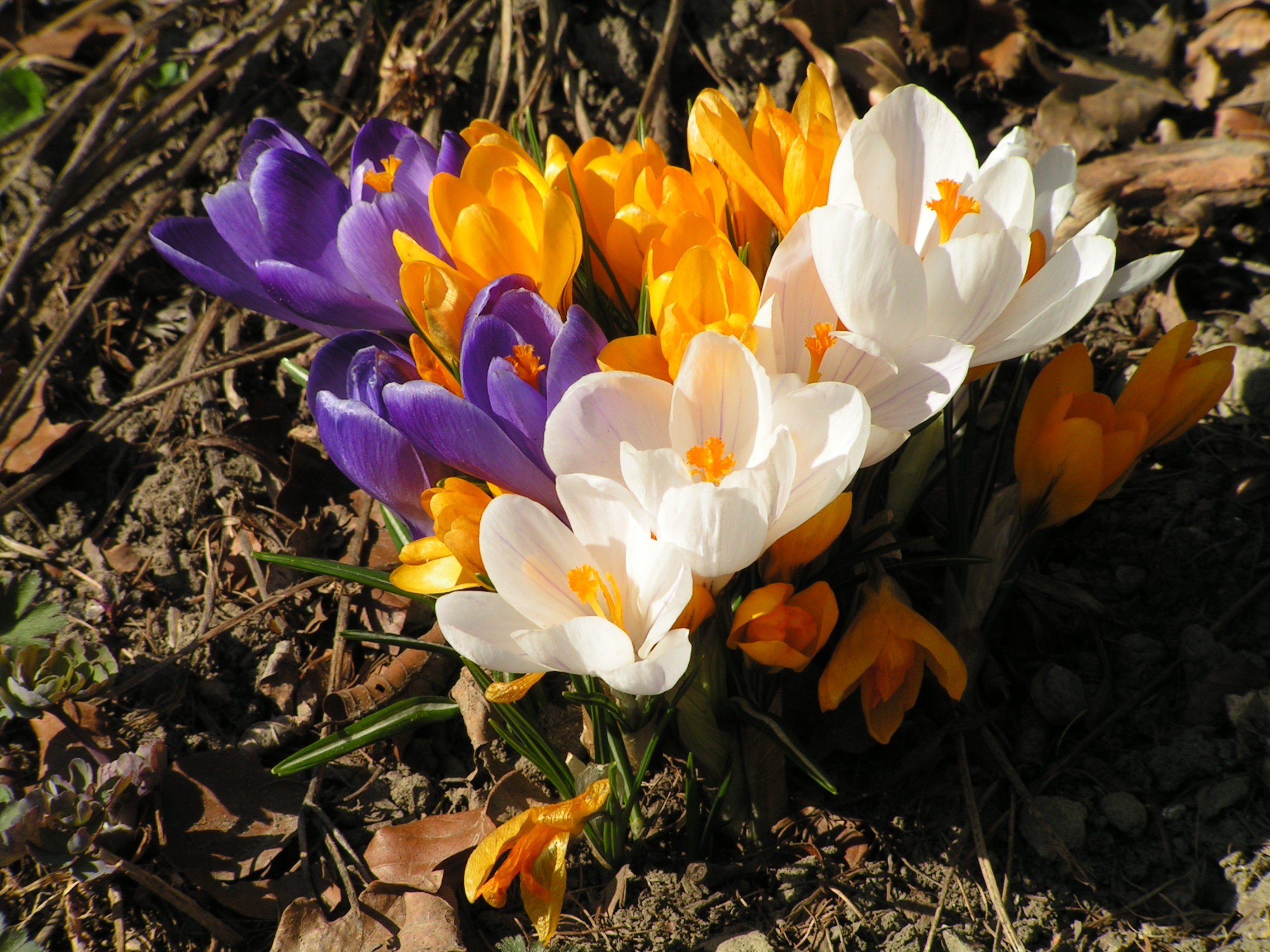
Cultivars van Crocus vernus

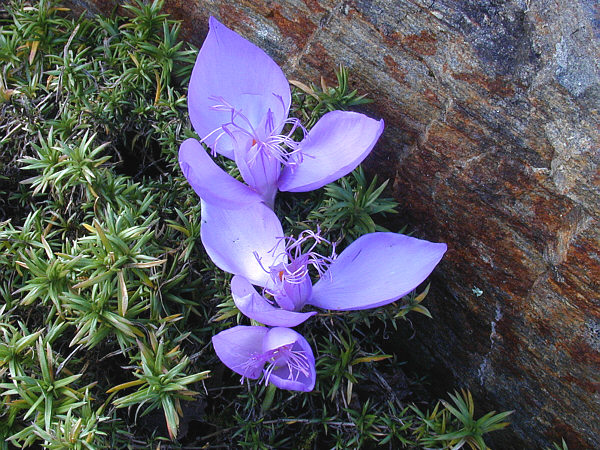
Crocus banaticus
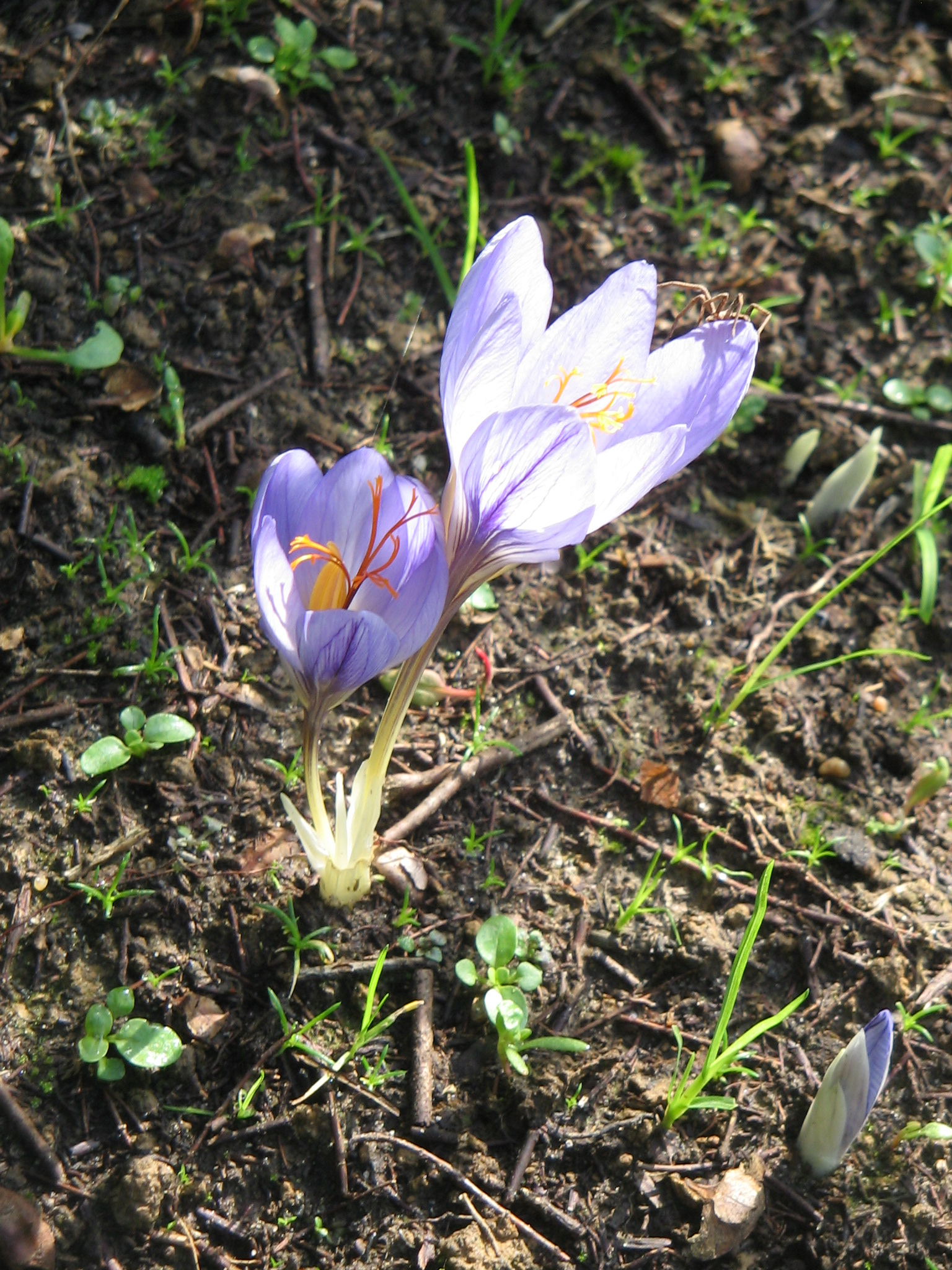
Crocus cancellatus
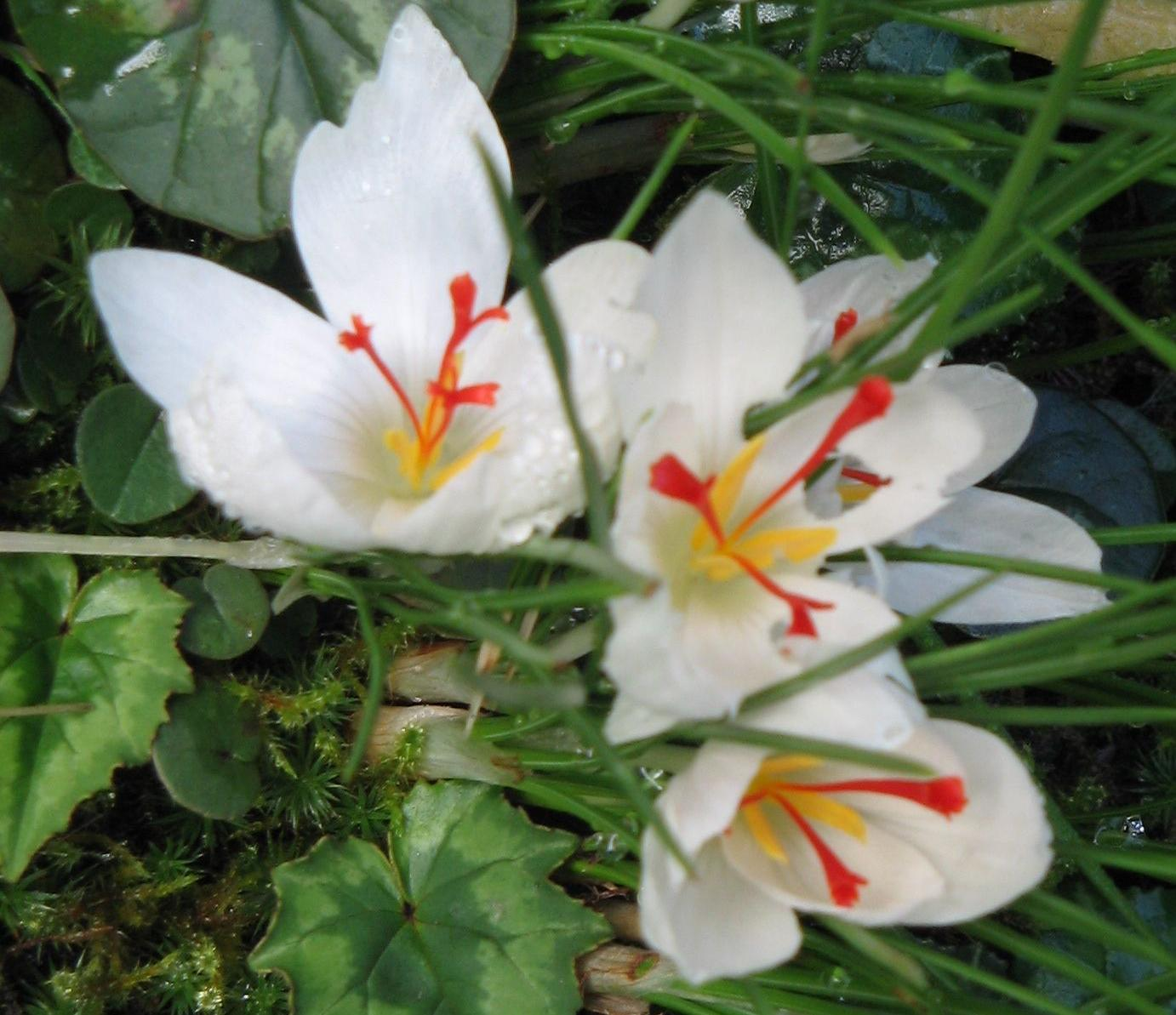
Crocus cartwrightianus 'Albus'
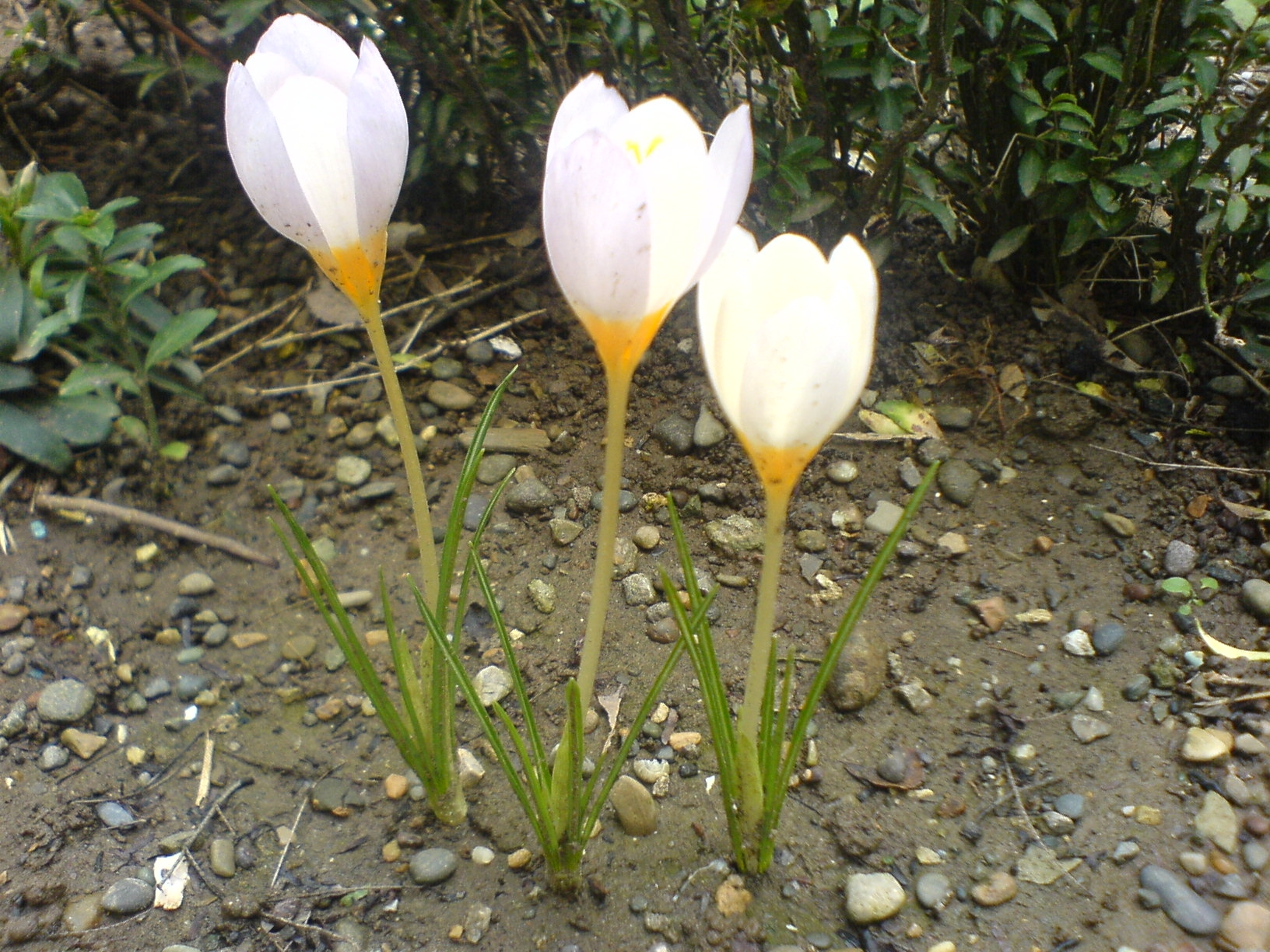
Crocus caspius
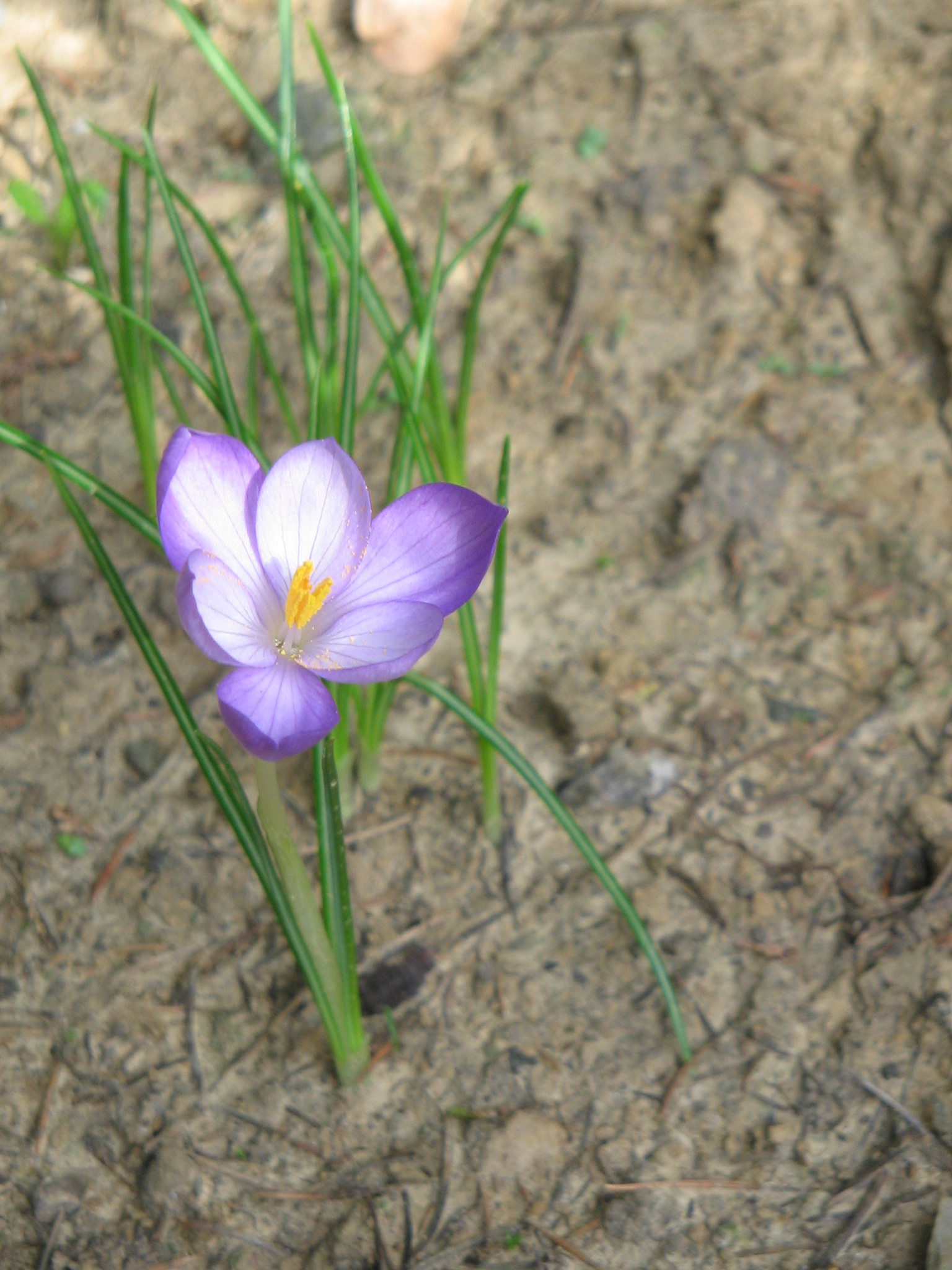
Crocus goulimyi
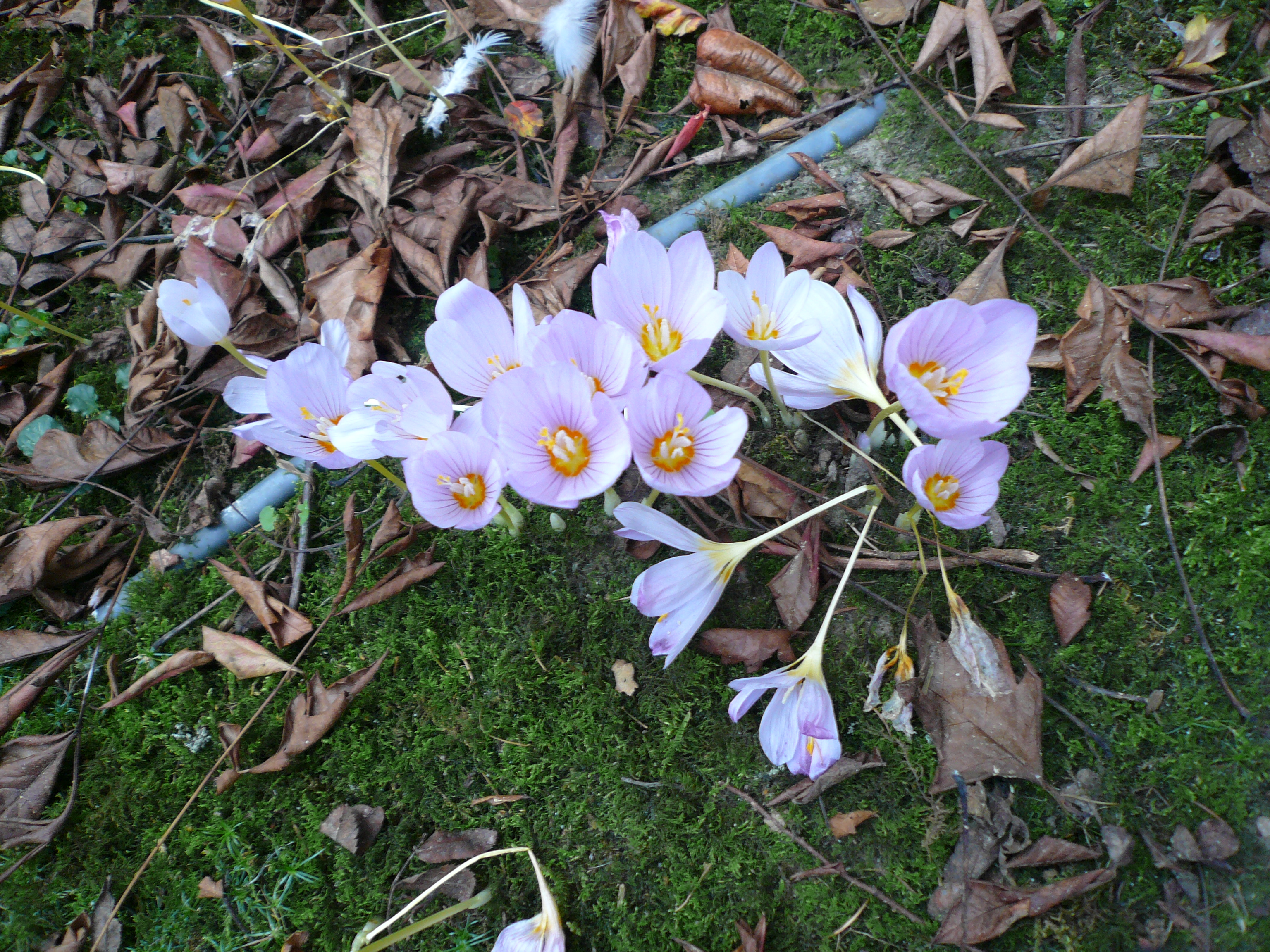
Crocus kotschyanus
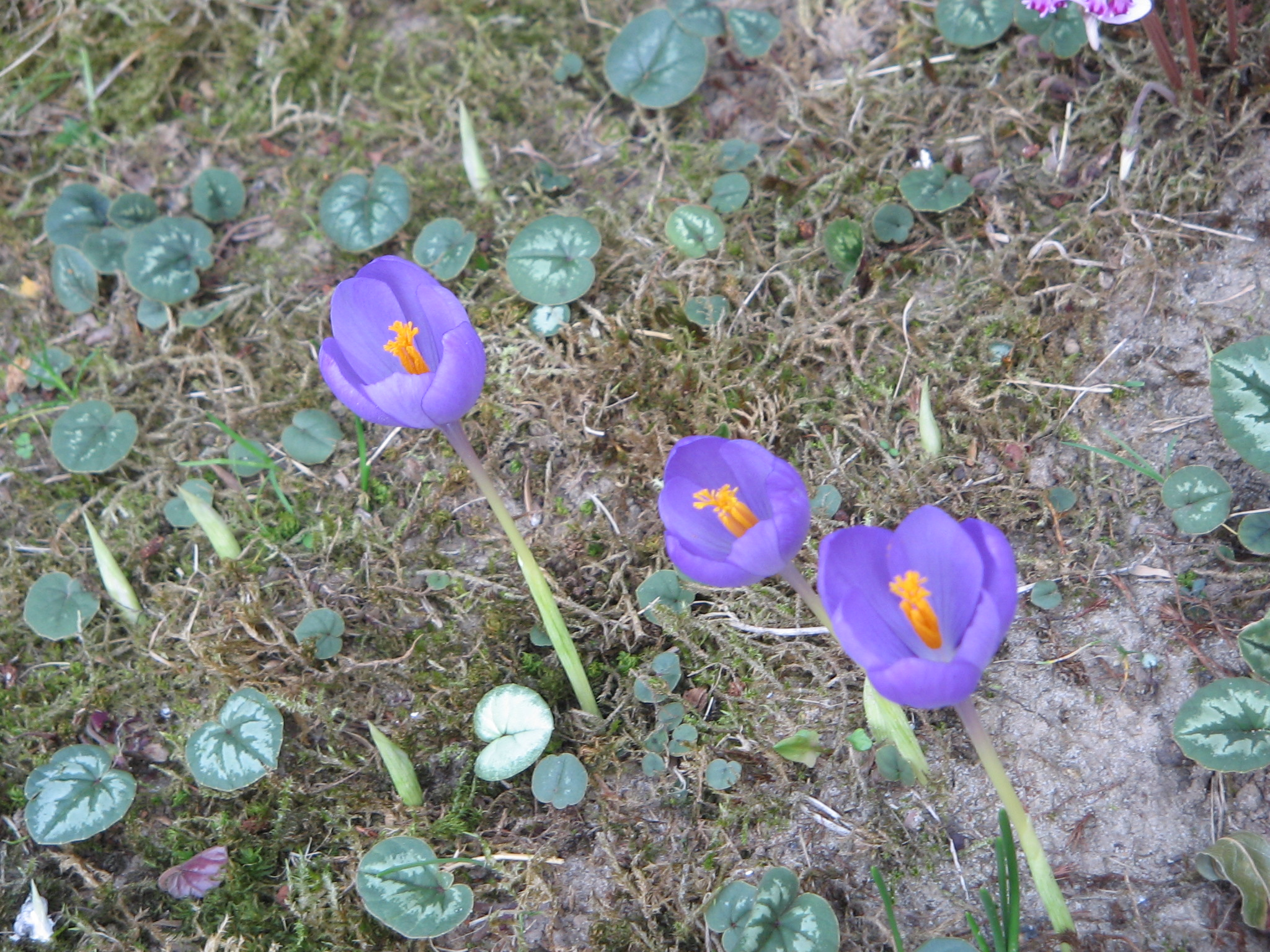
Crocus nudiflorus
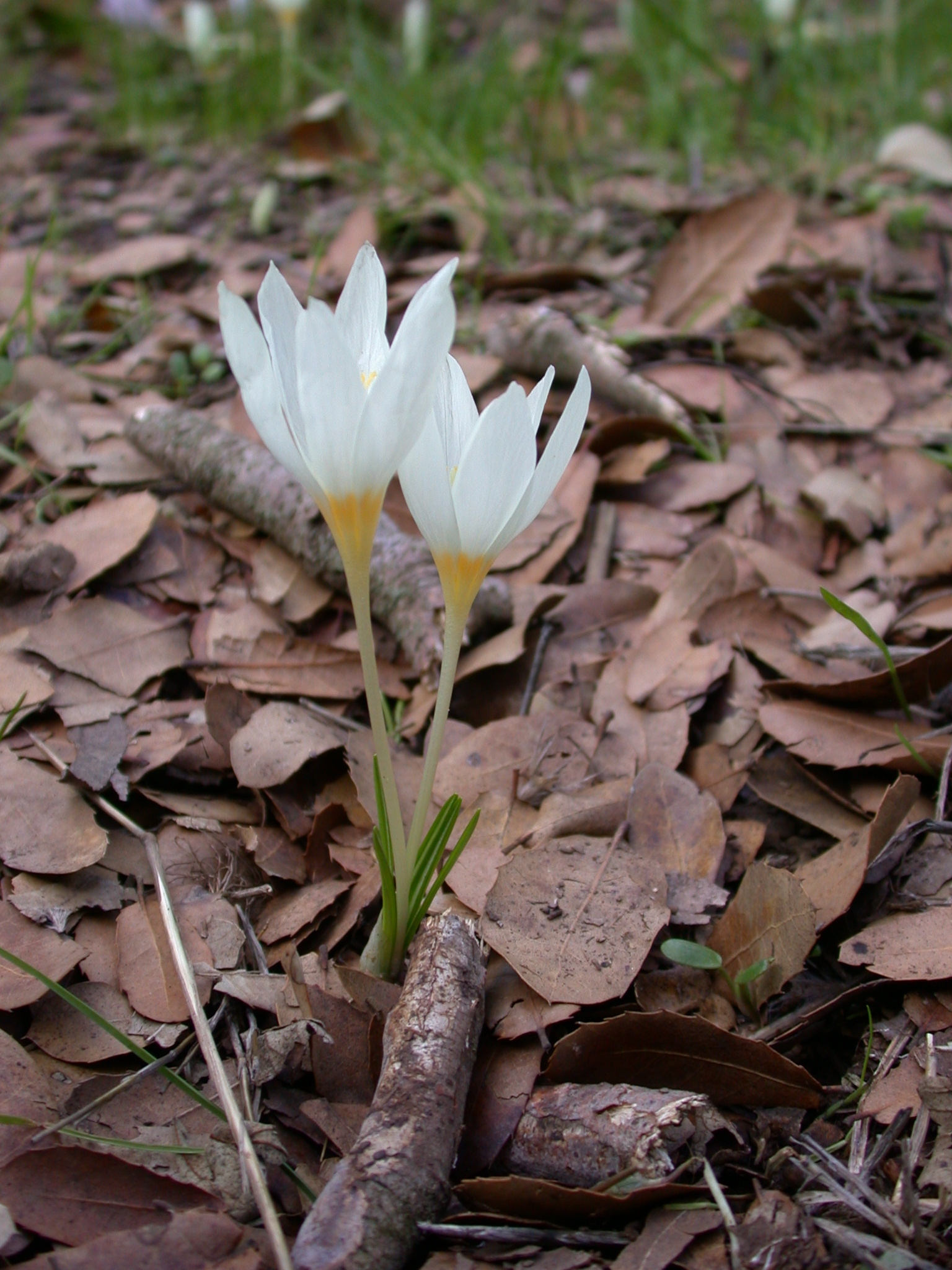
Crocus ochroleucus
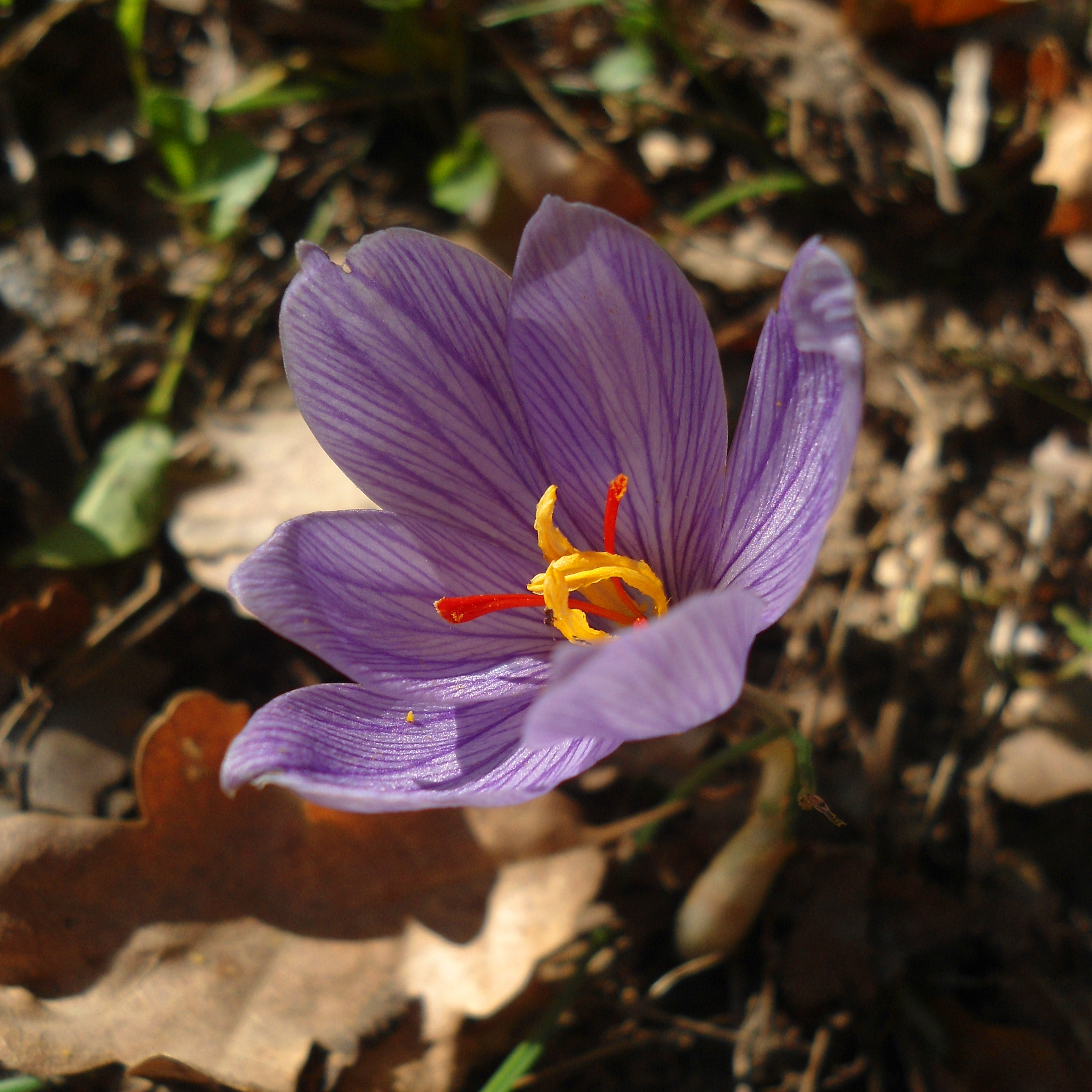
Crocus pallasii
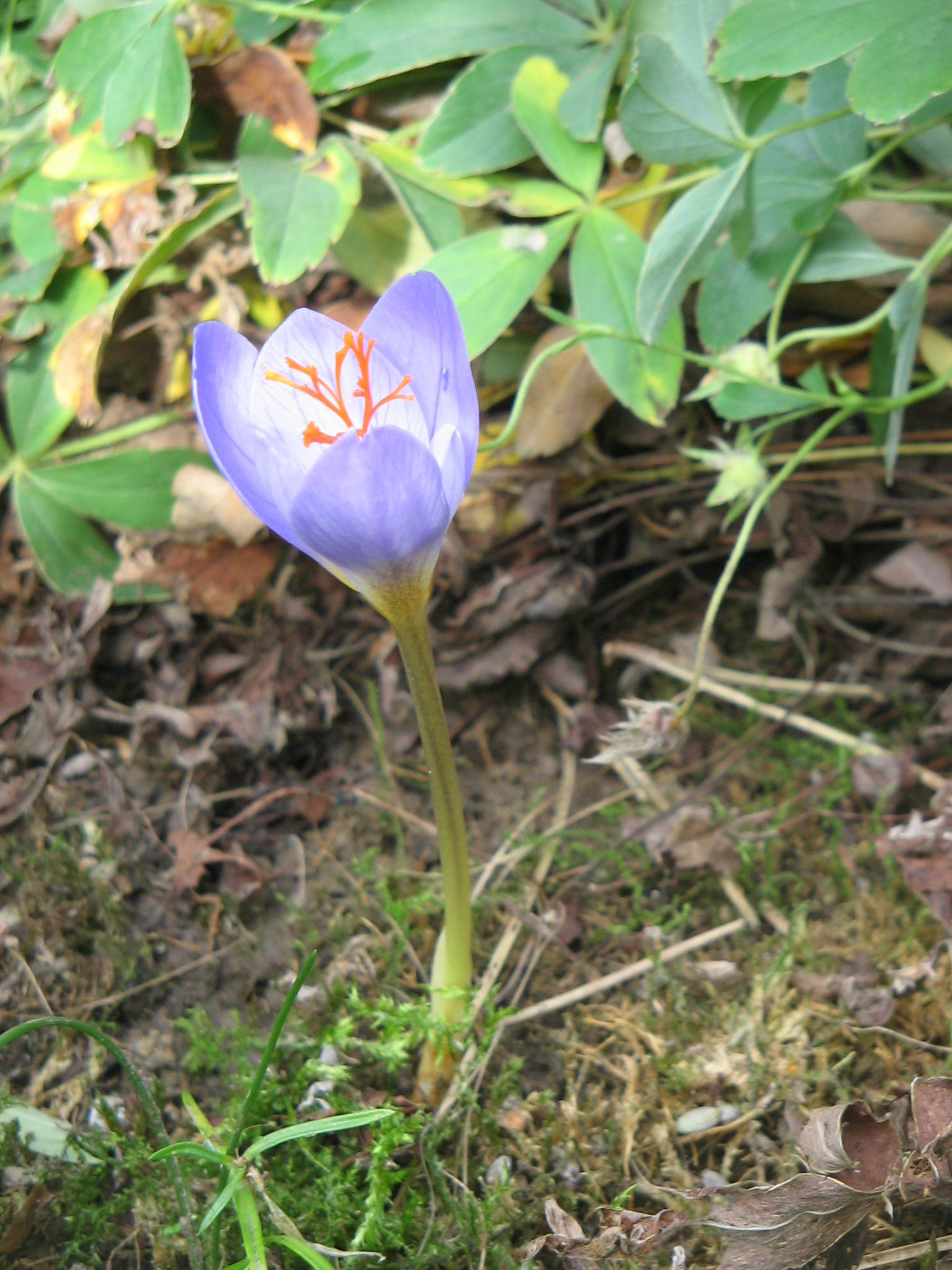
Crocus pulchellus
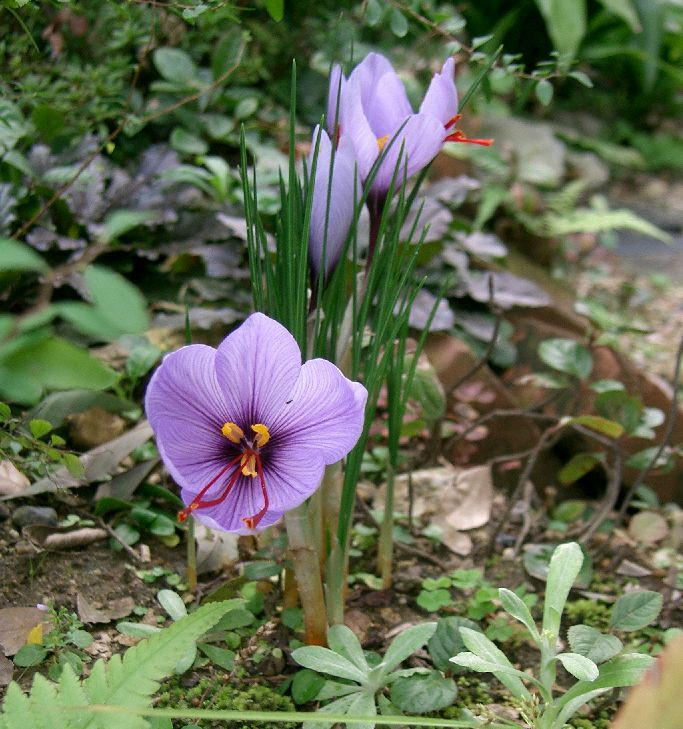
Crocus sativus
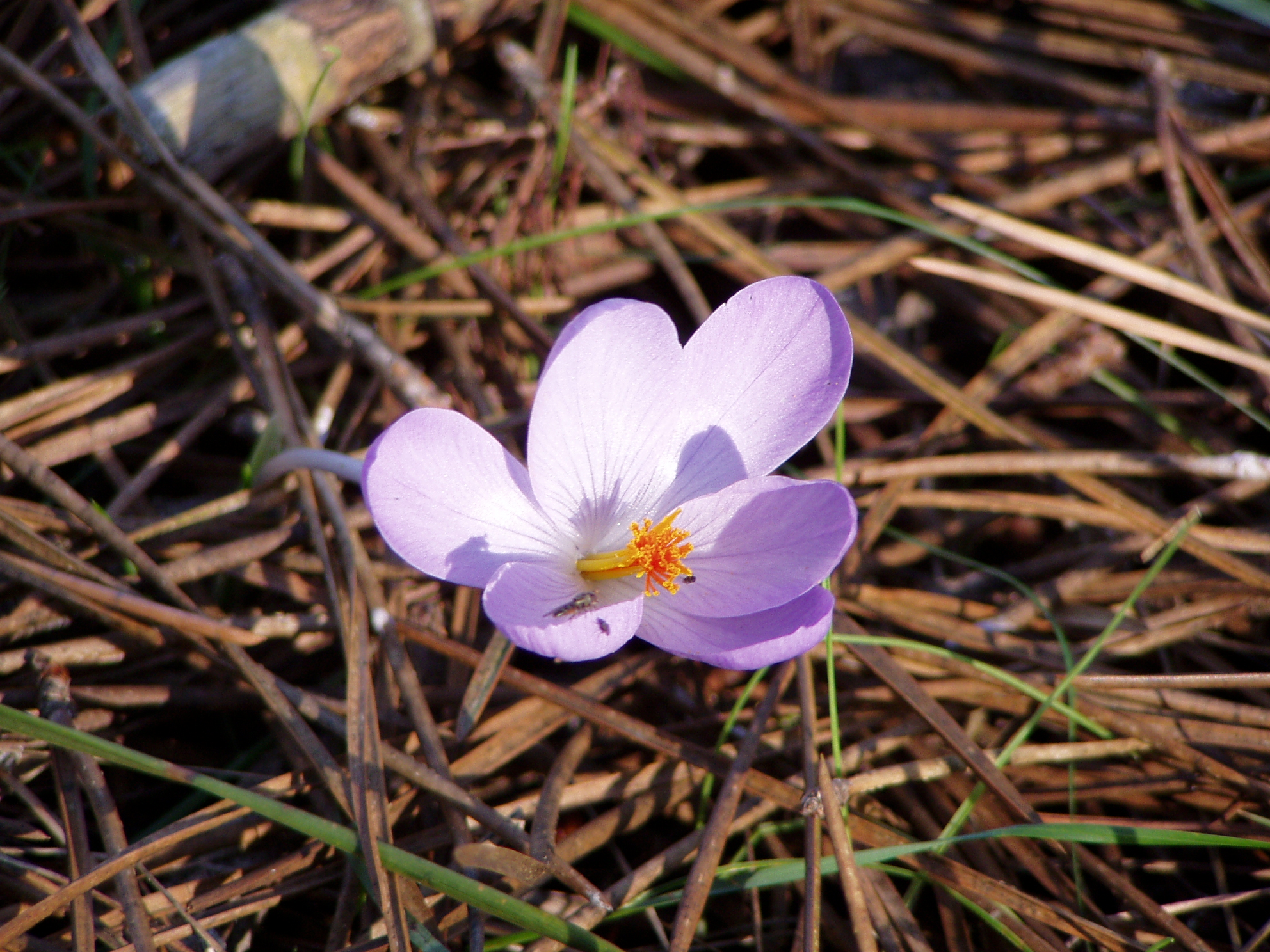
Crocus serotinus subsp. clusii
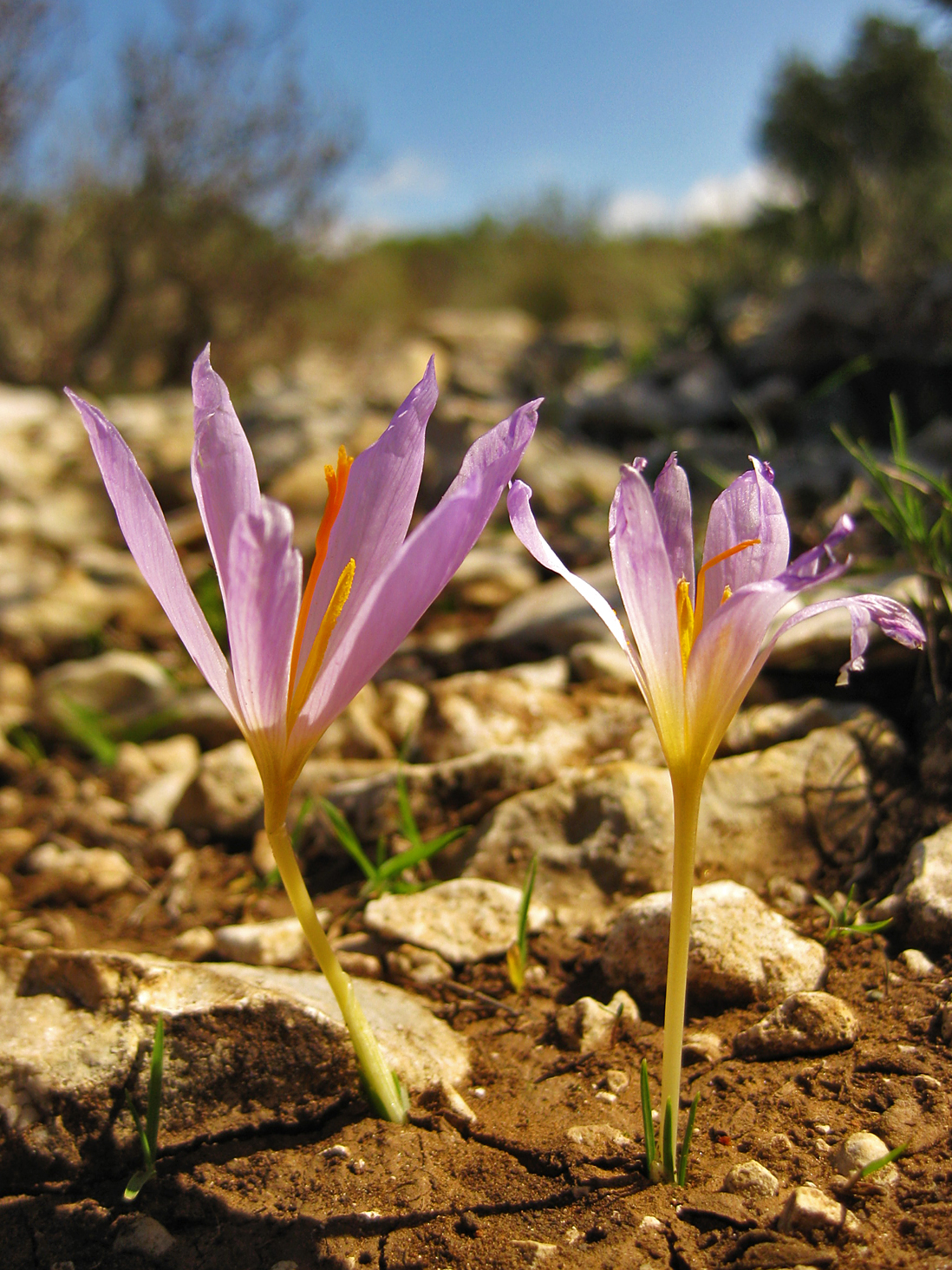
Crocus serotinus subsp. salzmannii
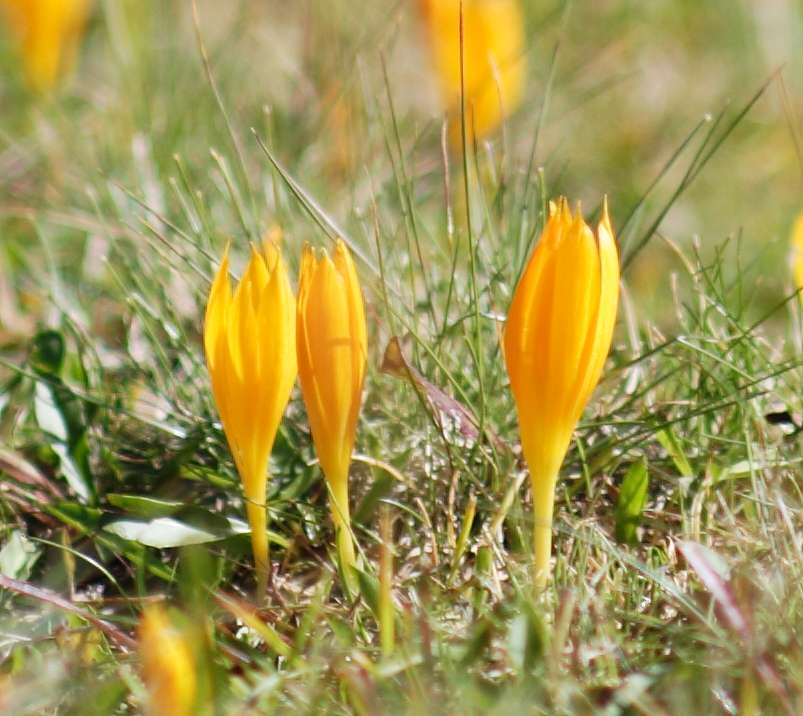
Crocus scharojanii
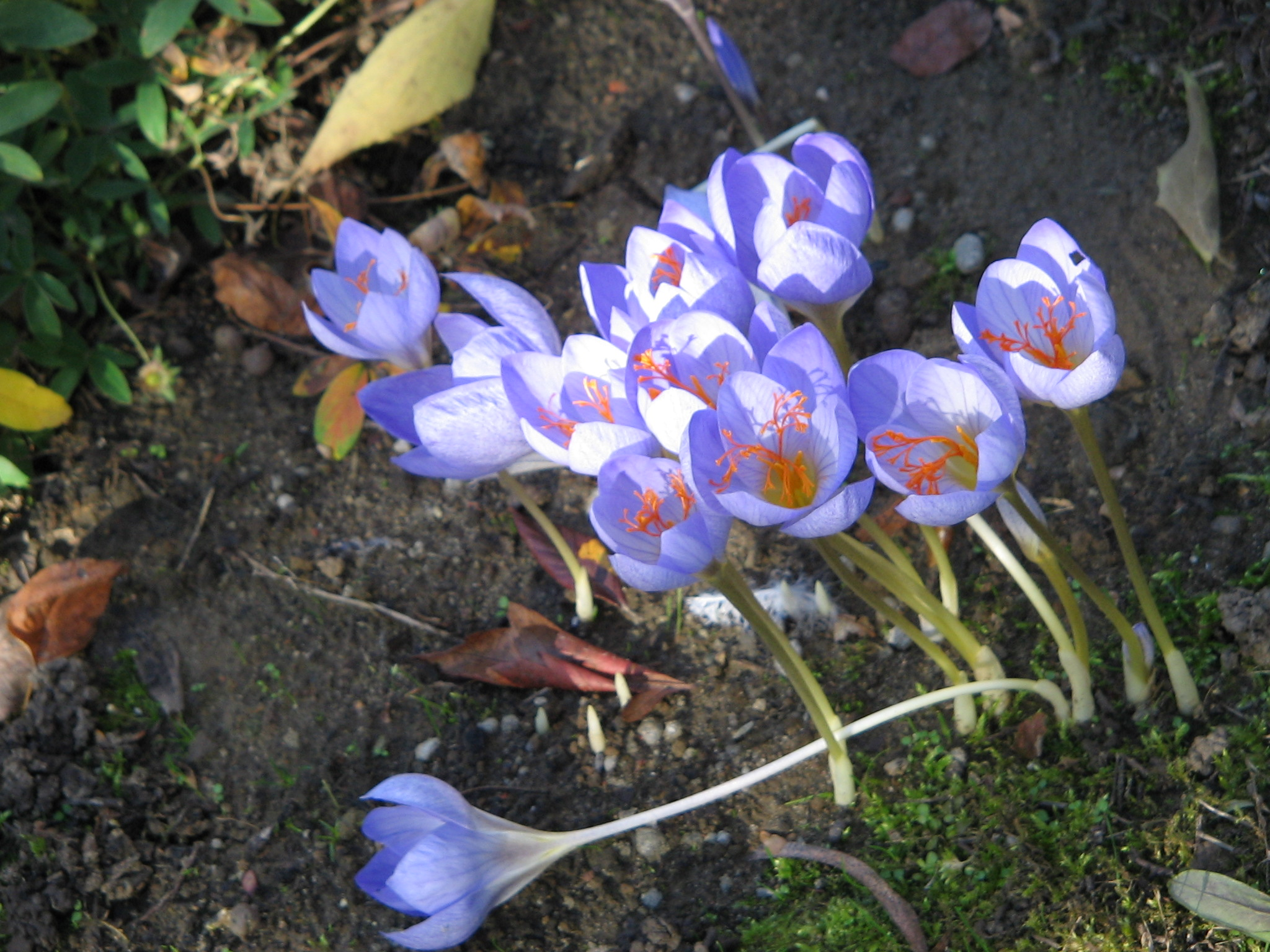
Crocus speciosus
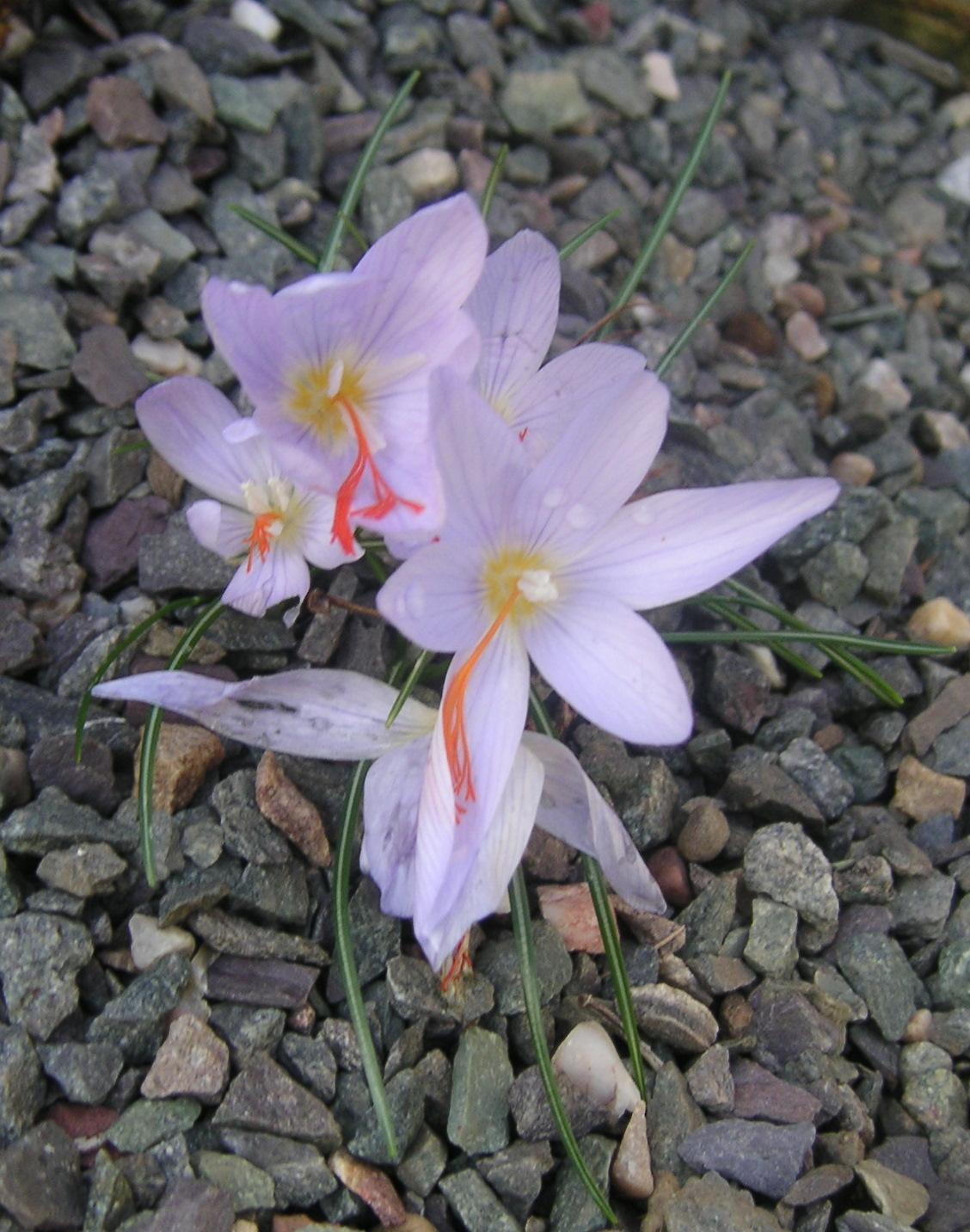
Crocus tournefortii

## Kweek
De knollen dienen geplant te worden in goed doorlatende grond op een zonnig plekje, de herfstbloeiers vanaf einde juli, de winter- en lentebloeiers vanaf september.
Hun voornaamste vijanden zijn de veldmuizen die er dol op zijn.
Naast de grootbloemige krokussen, afgeleid uit selecties van de bonte krokus (Crocus vernus) en van de gele krokus (Crocus flavus), en de zogenaamde botanische krokussen, afgeleid uit selecties en hybriden van Crocus chrysanthus, bieden gespecialiseerde bollenkwekers een aantal botanische soorten.
In de gematigde streken kan men via doordachte combinaties bloeiende krokussen hebben van september tot april.